# Экономика КНР
Экономика Китайской Народной Республики (КНР) — вторая после США экономика мира по номинальному ВВП, первая по ВВП по паритету покупательной способности (с 2014 года), представитель восточноазиатской модели развития экономики. ВВП Китая в 2024 году составил 134,9 трлн юаней ($18,4 трлн), увеличившись на 5 % по сравнению с предыдущим годом. По итогам 2022 года ВВП Китая вырос на 3 % в годовом исчислении и достиг 121,02 трлн юаней (17,95 трлн долл. США), что составило 18,5 % от мирового ВВП.
По данным Всемирного банка, с 2008 года по 2018 год доля промышленности в ВВП Китая сократилась с 46,9 до 40,7 %, сельского хозяйства — с 10,2 до 7,1 %, а доля сферы услуг выросла с 42,9 до 52,2 %.
По данным на 2016 год, 43,5 % работающего населения Китая было занято в сфере услуг, 28,8 % — в промышленности, 27,7 % — в сельском хозяйстве.

## Общая информация
Экономика КНР в последние 30 лет постоянно растёт, и в 2018 году занимала 2-е место в мире по величине номинального ВВП (после США, превзойдя их в 2014 году по ППС). С 1978 года ВВП страны вырос более, чем в десять раз. Несмотря на то, что экономический рост улучшил положение подавляющего большинства населения, разрыв в уровне жизни между сельским и городским населением всё усиливается; велико экономическое и социальное неравенство среди городского населения. При этом, в 2021 году было объявлено о ликвидации в Китае нищеты.
На Китай приходится около половины мирового производства стали, алюминия и цемента. Он лидирует в мире по добыче угля, марганцевых, свинцово-цинковых, сурьмяных и вольфрамовых руд. На территории КНР ведётся в значительных масштабах добыча также нефти и газа. В Китае находится 37 % мировых запасов редкоземельных металлов; в результате значительных инвестиций в 1980-х годах в добычу этих ископаемых сегодня Китаю принадлежат 90 % их мировой добычи.
Рынок товаров роскоши Китая является самым большим в мире (в 2012 году Китай обогнал Японию по этому показателю) и составляет значительную часть рынка товаров роскоши всего мира.
Согласно десятилетнему плану Госсовета КНР по модернизации производственных мощностей в стране (2015), китайские производители должны приблизиться к уровню германских конкурентов и улучшить свои позиции по сравнению с компаниями других развивающихся стран.
Гонконг и Макао: в соответствии с договором о передаче Гонконга КНР, этот специальный административный регион до 2047 года остаётся в экономическом отношении независимым от КНР. Такой же статус имеет и Макао, но до 2049 года. Эти два региона имеют свои валюты (гонконгский доллар, патака Макао), правительства и финансового регулятора. (См. Экономика Гонконга, Экономика Макао).

## Экономические показатели
Доля Китая в мировой экономике выросла с 11,4 % в 2012 году до более чем 18 % в 2021 году. По итогам 2021 года ВВП Китая составил 114 трлн юаней (16,94 трлн долл. США), а ВВП на душу населения страны достиг 12 500 долл. США.
| Год  | ВВП, трлн юаней | Рост ВВП, % | Торговый баланс, млрд $ | Экспорт, млрд $ | Импорт, млрд $ | Прямые инвестиции | Валютные резервы, млрд $ | Доходы правительства, трлн юаней | Расходы правительства, трлн юаней | Инфляция | Курс юаня к доллару США |
| ---- | --------------- | ----------- | ----------------------- | --------------- | -------------- | ----------------- | ------------------------ | -------------------------------- | --------------------------------- | -------- | ----------------------- |
| 2001 | 9,59            | 8,1         | 23                      | 266             | 244            | 46,9              | 212                      | 1,637                            | 1,884                             | 0,7      | 8,28                    |
| 2002 | 10,24           | 9,1         | 30                      | 326             | 295            | 52,7              | 286                      | 1,891                            | 2,201                             | -0,8     | 8,28                    |
| 2003 | 11,67           | 10,0        | 26                      | 438             | 413            | 53,5              | 403                      | 2,169                            | 2,461                             | 1,2      | 8,28                    |
| 2004 | 13,65           | 10,1        | 32                      | 593             | 561            | 60,6              | 610                      | 2,636                            | 2,836                             | 3,9      | 8,28                    |
| 2005 | 18,39           | 11,4        | 102                     | 762             | 660            | 60,3              | 819                      | 3,165                            | 3,393                             | 1,8      | 8,19                    |
| 2006 | 21,19           | 12,7        | 177                     | 969             | 791            | 69,5              | 1066                     | 3,876                            | 4,042                             | 1,5      | 7,97                    |
| 2007 | 24,95           | 14,2        | 262                     | 1218            | 956            | 74,8              | 1528                     | 5,130                            | 4,957                             | 4,8      | 7,60                    |
| 2008 | 30,07           | 9,7         | 296                     | 1429            | 1133           | 92,4              | 1946                     | 6,132                            | 6,243                             | 5,9      | 6,95                    |
| 2009 | 34,09           | 9,4         | 196                     | 1202            | 1006           | 90,0              | 2399                     | 6,848                            | 7,587                             | -0,7     | 6,83                    |
| 2010 | 40,15           | 10,6        | 183                     | 1578            | 1395           | 105,7             | 2847                     | 8,308                            | 8,958                             | 3,3      | 6,77                    |
| 2011 | 47,31           | 9,6         | 155                     | 1899            | 1744           | 116,0             | 3181                     | 10,374                           | 10,893                            | 5,4      | 6,46                    |
| 2012 | 51,93           | 7,9         | 231                     | 2049            | 1818           | 111,7             | 3312                     | 11,721                           | 12,571                            | 2,6      | 6,31                    |
| 2013 | 59,52           | 7,8         | 259                     | 2210            | 1950           | 117,6             | 3821                     | 12,914                           | 13,974                            | 2,6      | 6,19                    |
| 2014 | 64,40           | 7,4         | 169                     | 2561            | 2392           | 119,6             | 3843                     | 14,035                           | 15,166                            | 2,0      | 6,14                    |
| 2015 | 67,91           | 7,0         | 377                     | 2492            | 2115           | 126,3             | 3330                     | 15,222                           | 17,577                            | 1,4      | 6,23                    |
| 2016 | 74,41           | 6,8         | 267                     | 2307            | 2040           | 126,0             | 3011                     | 15,955                           | 18,784                            | 2,0      | 6,64                    |
| 2017 | 83,20           | 6,9         | 180                     | 2491            | 2311           | 131,0             | 3140                     | 17,259                           | 20,309                            | 1,6      | 6,75                    |
| 2018 | 91,93           | 6,6         | 93                      | 2754            | 2661           | 135,0             | 3073                     | 18,336                           | 22,090                            | 2,1      | 6,62                    |
| 2019 | 98,65           | 6,2         | 203                     | 2783            | 2580           | 141,2             | 3108                     | 19,039                           | 23,886                            | 2,9      | 6,90                    |
| 2020 | 101,6           | 2,3         | 424                     | 2871            | 2447           | 149,3             | 3217                     | 18,290                           | 24,559                            | 2,5      | 6,90                    |
| 2021 | 114,9           | 8,1         | 643                     | 3757            | 3114           | 181,0             | 3250                     | 20,25                            | 24,63                             | 0,9      | 6,45                    |
| 2022 | 121,0           | 3,0         | 810                     | 3985            | 3175           | 189,1             | 3128                     | 20,36                            | 26,06                             | 1,9      | 6,73                    |
| 2023 | 126,1           | 5,2         | 651                     | 3760            | 3109           | 163,3             | 3238                     | 21,68                            | 27,46                             | 0,2      | 7,05                    |

По состоянию на конец июня 2022 года число зарегистрированных субъектов рынка в Китае превысило 160 млн, в том числе 50,39 млн предприятий и 107,94 млн индивидуальных предпринимателей.

## История

### XX век
На момент образования КНР в 1949 году экономика страны находилась в глубоком упадке после Второй мировой и гражданской войн. Сельское хозяйство давало лишь 70 % довоенного показателя продуктивности, большинство шахт, предприятий и коммуникаций было разрушено или заброшено, значительная часть предпринимателей бежала на Тайвань и в Гонконг. Перед пришедшими к власти коммунистами во главе с Мао Цзэдуном стояла проблема восстановления экономики. В целом довоенные показатели были достигнуты к 1952 году. Далее экономика развивалась на основе пятилетних планов. Первый план (1953—1957 годы) был составлен при участии советских экономистов и предусматривал ускоренную модернизацию и индустриализацию. Были построены тысячи предприятий и шахт, в том числе 595 крупных и средних заводов, промышленный рост за пять лет составил 128,6 %. Также было национализировано большинство частных компаний.
Для второй пятилетки Мао Цзэдун разработал свой план, названный «Большой скачок», по которому планировалось достичь ещё больших темпов роста за счёт децентрализации, создания самоуправляемых коммун в сельском хозяйстве и промышленности. Непродуманность этих преобразований, разрыв отношений с СССР и неблагоприятные погодные факторы привели к экономическому кризису и массовому голоду. В 1961 году был принят новый Второй пятилетний план, вернувший часть централизованного контроля, также предусматривавший импорт оборудования из Японии и Западной Европы. Несмотря на «Культурную революцию», в 1960-е и 1970-е годы КНР удалось достичь достаточно стабильного экономического роста.
В 1979 году была провозглашена «Политика реформ и открытости». На первом этапе реформ высокий рост обеспечивался сельским хозяйством, где народные коммуны были заменены семейными подрядами. Подобная система подрядов на предприятиях имела ограниченный успех — предприятия в этой системе стремились достичь максимальной прибыли в краткосрочной перспективе, экономя на инвестициях в развитие; поэтому промышленные предприятия с 1990-х годов пошли по пути постепенной приватизации. Государственная форма собственности сохранилась на предприятиях таких отраслей, как табачная промышленность (на 100 %), инфраструктурное строительство (на 90 %), электроэнергетика (на 88 %), нефтедобыча и нефтепереработка (на 85,5 %), коммунальные услуги (на 67,8 %).
Для стимулирования инвестиций в середине 1980-х годов китайское правительство создало четыре особые экономические зоны: Шэньчжэнь, Чжухай, Шаньтоу и Сямынь, куда направились потоки прямых иностранных инвестиций Гонконга, Тайваня и США. Стали появляться совместные предприятия с участием иностранных партнёров, для чего было разработано специальное законодательство. Западные инвесторы получили возможность выхода на крупные внутренние рынки Китая. Вскоре было открыто ещё 18 городов, которые имели избыток дешёвой рабочей силы и где располагалось производство первичных и перерабатывающих отраслей экономики. Это повлекло перемещение целых заводов и современных производственных комплексов ТНК в данные регионы, модернизацию местных предприятий.
C 1984 по 1989 год в КНР возникли тысячи акционерных обществ, при этом акции распределялись между работниками, торговля акциями поначалу была запрещена. Полноценное функционирование китайского фондового рынка началось лишь после открытия в декабре 1990 года Шанхайской фондовой биржи. Через полгода, в июле 1991 года, была открыта Шэньчжэньская фондовая биржа.

### XXI век
При Цзян Цзэмине была объявлена государственная стратегия «Выход за рубеж» для государственных предприятий, благоприятные условия для реализации которой сложились с 2001 году, после вступления КНР в ВТО.
В 2005 году начался процесс акционирования «большой четвёрки» китайских банков. В рамках подготовки к размещению акций просроченные кредиты в активах этих банков (а их доля достигала 40 %) были проданы специально созданным компаниям, это проходило в два этапа, в 1999 и 2003 году. Первичное размещение акций Сельскохозяйственного банка Китая в 2010 году стало крупнейшим в мире на тот момент.
После 2010 года экономический рост замедлился, так как экономика КНР исчерпала прежние драйверы роста, такие как дешёвая рабочая сила, большой приток иностранных инвестиций и высокая доля работающего населения. При этом растущий китайский средний класс постепенно превращает КНР в главную страну-потребителя в мире, что делает Китай менее зависимым от внешнеэкономической и политической мировой обстановки. Экономика постепенно переориентируется с экспорта на удовлетворение внутреннего спроса. Сфера услуг развивается столь же стремительно, как когда-то промышленность.
По итогам 2013 года, на частный сектор экономики приходилось свыше 60 % ВВП Китая. Но при этом, по данным на 2011 год, было 63 китайских государственных и лишь пять частных (Huawei, Shagang Group, Haier, Suning, Gome) компаний с годовой выручкой более 100 млрд юаней. Общая сумма прибыли 500 крупнейших частных компаний была в 2010 году меньше прибыли двух таких госкомпаний, как China Mobile и CNPC.
После прихода к власти Си Цзиньпина в 2013 году власти начали гораздо жёстче контролировать интернет, частные предприятия, государственные компании и банки.
Осенью 2014 года КНР, Россия, Индия, Бразилия и ЮАР объявили об учреждении Нового банка развития, альтернативного МВФ.
В августе 2015 года в экономике Китая начались проблемы. С 12 июня по август 2015 китайский фондовый рынок упал на 29 %, потеряв 2,8 трлн долларов капитализации. В декабре 2015 года юань был девальвирован дважды, причём 14 декабря снижение составило 137 базисных пунктов. Отток капитала из Китая в 2015 году вырос в 7 раз и достиг 1 трлн долларов. Это стало максимальной суммой за время наблюдений, ведущихся с 2006 года. В первом квартале 2016 года общий долг Китая вырос до рекордных 237 % от ВВП, а в июне 2017 года — превысил 300 % ВВП.
В 2018 году обострились экономические отношения между КНР и США, стороны обменялись увеличением пошлин на ввоз некоторых товаров. Также некоторые китайские компании, в частности, Huawei, обвинялись администрацией президента США Дональда Трампа в краже интеллектуальной собственности. В рамках разрешения вопросов экономического взаимодействия и проведения переговоров 30 апреля 2019 года в Пекин прибыли представители США, а 8 мая 2019 года представители КНР прибыли в Вашингтон.
Как следствие пандемии COVID-19 ВВП страны в 2020 году вырос только на 2,3 %, однако экономика КНР оказалась единственной из крупных экономик, показавших рост, а не спад.
Весной 2020 года был обнародован план, получивший название «Идём на Запад», согласно которому ключевым направлением приложения экономических усилий Китая в ближайшие годы станет его западная часть.
В мае 2021 года экспорт Китая вырос на 27,9 % по сравнению с аналогичным периодом прошлого года, что медленнее, чем прогноз роста на 32 %. Основная причина дефицита заключается в том, что все экспортные товары, связанные с полупроводниковыми чипами, замедлили свои продажи. Продукты и запчасти для автомобильной промышленности — крупнейшая статья экспорта — упали на 4 % в стоимостном выражении.
Летом 2021 года из-за несоблюдения графика обслуживания обязательств компанией-застройщиком Evergrande Group в Китае начался финансовый кризис в строительной и финансовой отраслях. Во втором квартале 2022 года экономический рост Китая резко замедлился.
По итогам 2022 года глобальный[прояснить] ВВП впервые в истории превысил 100 трлн долларов; экономика Китая (18 %) заняла второе место в мире, уступив лишь экономике США (25 %) и обогнав экономику ЕС (17 %).

## Частный сектор
Число частных предприятий в Китае увеличилось с 10,85 млн в 2012 году до 44,57 млн в 2021 году. По состоянию на 2021 год на долю частного сектора экономики приходилось более 50 % налоговых поступлений, свыше 60 % ВВП и более 70 % технологических инноваций; он обеспечивал более 80 % рабочих мест в городах и посёлках городского типа, на него приходилось свыше 90 % субъектов рынка в Китае.

## Финансовая система
Китай располагает половиной мировых запасов валюты. К 2014 году Китай значительно сократил скорость накапливания долларов США в своих резервах и уменьшил скорость наращивания резервов, значительно увеличив инвестиции по всему миру.
Золотовалютные запасы на 2020 год составляли 3,24 трлн долларов и 63 млн унций золота (рыночная цена — 118 млрд долларов).
Денежная масса (М2) на конец 2020 года составляла 218,68 трлн юаней, в эту сумму входили деньги в обращении (8,43 трлн юаней), корпоративные депозиты до востребования (54,13 трлн юаней), корпоративные срочные депозиты (38,38 трлн юаней), вклады населения (93,3 трлн юаней), другие депозитные вклады (24,44 трлн юаней). За 30 лет (с 1990 года) денежная масса выросла в 143 раза, причём деньги в обращении выросли всего в 32 раза. Рост в 2000 году по сравнению с 1990 годом был в 8,8 раза, за следующее десятилетие — в 5,4 раза, в 2020 по сравнению с 2010 годом — в 3 раза. Кредитование реальной экономики выросло с 2 трлн юаней в 2002 году до 34,7 трлн юаней в 2020 году.
На 2020 год в КНР было более 4 тысяч банковских учреждений: 6 крупных банков под государственным контролем, 12 акционерных банков, 133 городских коммерческих банка, 19 частных и 42 филиала зарубежных банков, остальное число составляли сельские банки и кредитные кооперативы.
Банковская система КНР преимущественно кредитует государственный сектор: на частный бизнес в 2006 году приходилось менее 1 % кредитов, выданных крупнейшими госбанками страны. Постепенно шло разгосударствление банковского сектора: в декабре 2013 года началась свободная продажа депозитных сертификатов пяти крупнейших государственных банков КНР, а в начале 2014 года Госсовет КНР утвердил программу по созданию 5 полностью частных коммерческих банков (в Шанхае, Тяньцзине, в провинциях Чжэцзян и Гуандун).
Китайские банки постепенно выходят за рубеж: к началу 2013 года 16 китайских банков создали 1050 зарубежных структур, включающих дочерние банки, филиалы, представительства и организации различной степени аффилированности в 49 странах и регионах мира.
На конец 2020 года сумма банковских активов страны составляла 319,7 трлн юаней (49 трлн долларов), что втрое превысило ВВП страны (101,6 трлн юаней) и было в 2,4 раза больше активов банков США (20,53 трлн долларов); за год активы выросли на 10 %, за десять лет — втрое. Активы страховых компаний КНР составили 23,3 трлн юаней (3,57 трлн долларов), продемонстрировав рост 13,3 % за год и в четыре раза за десять лет. Из других финансовых учреждений на рынке КНР работало 138 компаний по работе с ценными бумагами (их активы в сумме 8,9 трлн юаней) и 132 компании по управлению фондами (активы их фондов за год выросли более чем на треть до 20 трлн юаней). Активы Народного банка Китая составили 38,77 трлн юаней (5,95 трлн долларов).
За 2020 год страховые компании КНР собрали 4,53 трлн юаней страховых премий, страховые выплаты составили 1,39 трлн юаней. На страхование жизни пришлось 3,17 трлн юаней премий, на страхование имущества — 1,36 трлн юаней (в том числе автострахование — 814 млрд). Крупнейшими страховыми компаниями являются Ping An Insurance, China Life Insurance, People’s Insurance Company of China, China Pacific Insurance.
По состоянию на конец марта 2022 года в Китае насчитывались 6232 микрофинансовые компании. В конце первого квартала 2022 года общий объём остатков выданных ими кредитов достиг 933 млрд юаней (около 140 млрд долл. США).
По состоянию на конец 2021 года совокупные активы китайских финансовых учреждений составили 381,95 трлн юаней (60,22 трлн долл. США), увеличившись на 8,1 % в годовом исчислении (в частности, совокупные активы банковских учреждений выросли за год на 7,8 %; совокупные активы компаний, работающих в сфере ценных бумаг, возросли на 21,2 %; совокупные активы страховых компаний увеличились на 6,8 % до 24,89 трлн юаней).
По итогам 2022 года активы банковских финансовых учреждений Китая в национальной и иностранной валюте составили 379,4 трлн юаней (55,03 трлн долл. США), что на 10 % больше, чем годом ранее. На долю крупных коммерческих банков пришлось 41,2 % от общего объёма активов, а на долю акционерных коммерческих банков — 17,5 %. Доля безнадежных кредитов коммерческих банков составила 1,63 %. В 2022 году китайские коммерческие банки получили совокупную чистую прибыль в размере 2,3 трлн юаней, что на 5,4 % больше в годовом исчислении.
По состоянию на конец августа 2022 года в стране было зарегистрировано более 137 тыс. частных фондов, в том числе более 31,6 тыс. фондов прямых инвестиций с общим объёмом около 10,97 трлн юаней и более 17,6 тыс. венчурных инвестиционных фондов с общим объёмом 2,72 трлн юаней; общий объём частных фондов в Китае составил 20,41 трлн юаней (2,87 трлн долларов США), увеличившись на 19,36 млрд юаней по сравнению с предыдущим отчетным периодом.
В 2023 году объём активов финансовых учреждений банковского сектора Китая вырос на 9,9 % в годовом исчислении и достиг 417,3 трлн юаней (58,7 трлн долларов США); объём непогашенных безнадежных кредитов составил 3,95 трлн юаней.

### Фондовый рынок
В КНР работает две основные фондовые биржи: Шанхайская и Шэньчжэньская (Гонконгская считается зарубежной). На этих двух биржах на конец 2020 года котировались акции 4154 компаний, их рыночная капитализация составляла 79,65 трлн юаней (12,2 трлн долларов); на 2011 год было 2400 компаний с общей рыночной капитализацией 40 трлн юаней. В сентябре 2021 года начала работу Пекинская фондовая биржа, ориентированная на малые и средние компании. Акции китайских компаний бывают двух типов, А-акции, которые котируются на фондовых биржах КНР, и Х-акции, которые котируются на Гонконгской фондовой бирже. Некоторые китайские компании разместили свои акции также на фондовых биржах Нью-Йорка, Лондона и Сингапура.
По итогам 2021 года общее число публично торгуемых компаний выросло до 4682, а их общая рыночная капитализация достигла 96,53 трлн юаней (14,46 трлн долл. США); по этому показателю Китай занял второе место в мире. Совокупная выручка публичных компаний достигла 64,97 трлн юаней (9,72 трлн долл. США), составив 56,81 % от объёма ВВП страны; чистая прибыль этих компаний выросла на 19,56 % в годовом исчислении до 5,3 трлн юаней (793,16 млрд долл. США).
По состоянию на конец апреля 2022 года объём средств, привлечённых в Китае в результате публичного размещения, достиг 25,52 трлн юаней (около 3,79 трлн долл. США). В распоряжении 138 компаний по управлению активами находился 9761 фонд публичного размещения (из этих 138 компаний 45 являлись компаниями с участием иностранного капитала). Объём фондов закрытого типа превысил 3,15 трлн юаней, а объём фондов открытого типа составил более 22,36 трлн юаней.

### Фьючерсный рынок
По итогам 2021 года общий оборот фьючерсного рынка Китая достиг 581,2 трлн юаней (около 86 трлн долларов США).

### Трастовый сектор
По состоянию на конец первого квартала 2022 года масштаб трастовых активов в Китае составил 20,16 трлн юаней (около 3 трлн долл. США), что на 1,06 % меньше в годовом выражении; операционный доход трастового сектора Китая упал на 28,25 % в годовом исчислении до 20,52 млрд юаней. В сектор ценных бумаг было вложено 3,54 трлн юаней трастового капитала, что на 5,51 % больше в месячном выражении.
По состоянию на конец четвёртого квартала 2022 года масштаб трастовых активов в стране достиг 21,14 трлн юаней (3,09 трлн долл. США), увеличившись на 2,87 % в годовом исчислении; объём средств трастовых фондов, направленных в торгово-промышленные предприятия, сократился на 6,09 % в годовом исчислении до 3,91 трлн юаней; трастовый капитал, вложенный в рынок ценных бумаг и финансовые учреждения, увеличился на 29,84 % и 7,79 % в годовом выражении, соответственно.

### Рынок банковских карт
По состоянию на конец 2021 года в Китае насчитывалось в общей сложности 9,25 млрд банковских карт. По итогам 2021 года в Китае было выпущено 270 млн банковских карт, что на 3 % больше, чем в 2020 году; в стране были совершены транзакции с участием банковских карт на общую сумму 1 060,6 трлн юаней, что на 33,8 % больше в годовом исчислении; остаток по непогашенным кредитам на банковских картах составил 8,62 трлн юаней, что на 8,9 % больше, чем в 2020 году.

## Сельское хозяйство

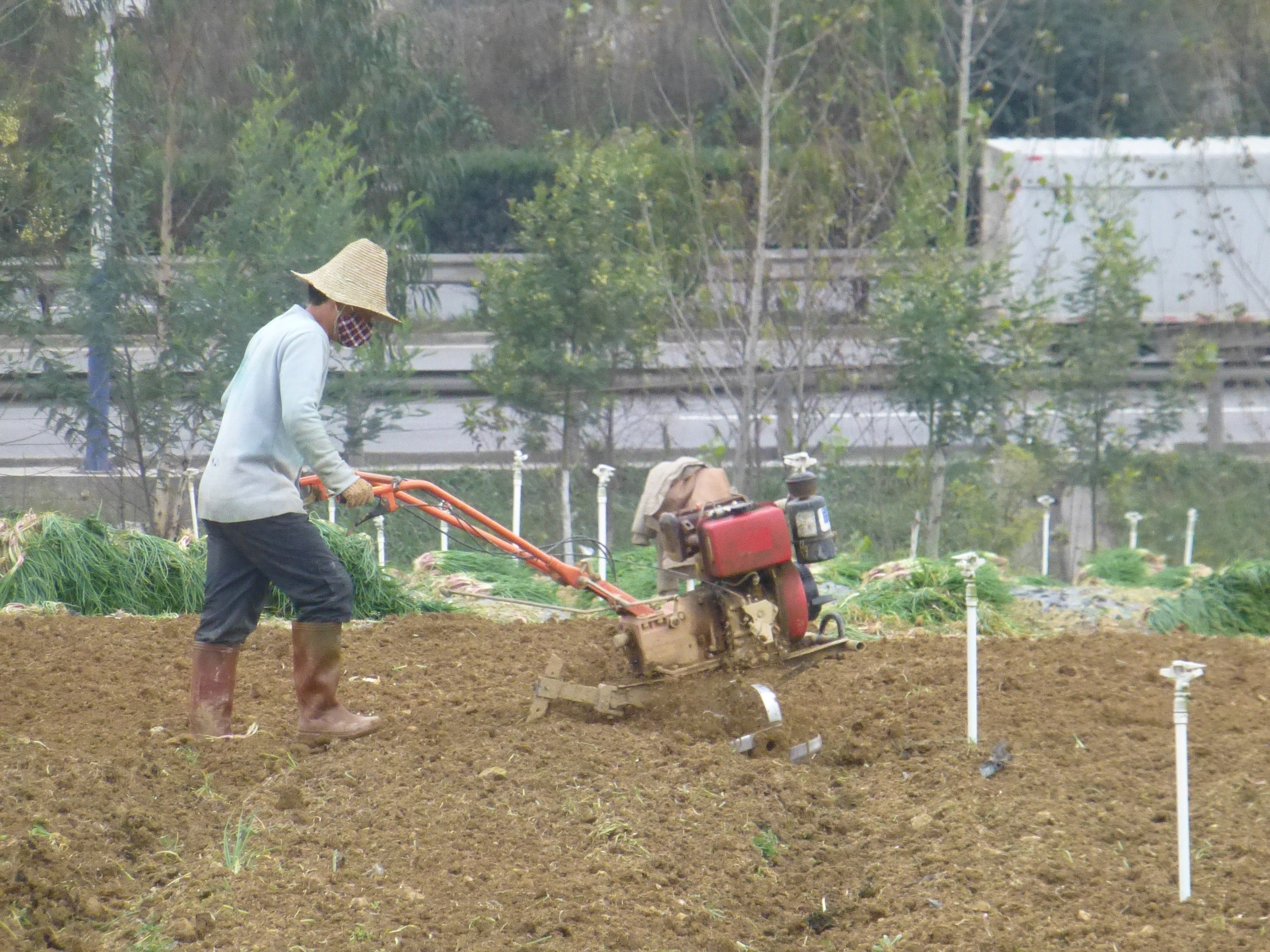
Вспашка с моторным плугом, Юйси, Юньнань

По оценке на 2018 год, сельскохозяйственные угодья занимали 54,7 % территории КНР, в том числе пахотные земли — 11,3 %, постоянные культуры — 1,6 %, пастбища — 41,8 %; леса занимают 22,3 % территории. Таким образом, на Китай приходится 10 % от мировой площади пахотных земель, при этом они обеспечивают продовольствием около 20 % населения Земли. Основными сельскохозяйственными регионами являются восток и юг страны, в первую очередь Великая Китайская равнина и долины рек.
Главной проблемой является нехватка воды, на одного жителя страны приходится лишь четверть от среднемирового показателя обеспеченности этим ресурсом; кроме того, четверть пресной воды в стране загрязнена настолько, что не годится даже для технических целей. Около половины пахотных земель нуждается в орошении. Для повышения урожайности широко применяются удобрения, на КНР приходится около 30 % мирового потребления азотных и фосфорных удобрений; также применяются пестициды, а вот применение генетически модифицированных сортов не практикуется. Увеличение урожайности достигается и за счёт смены выращиваемых культур — традиционный рис вытесняется более неприхотливой и урожайной кукурузой. Другими проблемами являются сокращение площади сельскохозяйственных угодий из-за разрастания городов и промышленных зон, а также миграция молодёжи из сельской местности в города. Ситуацию с продовольствием в КНР усложняет и изменение продуктовых предпочтений населения, в частности быстро растёт потребление мяса, на выращивание которого идёт 20 % урожая зерновых. Недостаток продовольствия, составляющий около 5 % от потребления, компенсируется импортом, в первую очередь соевых бобов из США.
Основой сельского хозяйства являются 200 млн небольших семейных ферм с участком в среднем около 1,5 гектара; земля является государственной собственностью, участки арендуются фермерами сроком на 30—50 лет. Имеется тенденция к росту размера ферм, формированию фермерских кооперативов. В аграрном секторе занято немногим менее половины населения Китая.
На Китай приходится около четверти мирового урожая зерновых, в среднем он составляет 660 млн тонн в год. Китай занимает первое место в мире по производству злаков, хлопка, фруктов, овощей, мяса и птицы, яиц и рыбы. На 2019 год основными составляющими урожая были кукуруза (261 млн тонн), рис (210 млн тонн), пшеница (134 млн тонн), сахарный тростник (109 млн тонн), корнеплоды (картофель, батат, 29 млн тонн), бобовые (21 млн тонн), арахис (18 млн тонн), рапс (13 млн тонн), сахарная свёкла (12 млн тонн), хлопок (6 млн тонн). Также выращивается ячмень, гречиха, просо, овёс, рожь, сорго, соя. Из овощей преобладают капуста, помидоры, огурцы и лук, из фруктов — арбузы, яблоки, цитрусовые, бананы и манго (в сумме 274 млн тонн в 2019 году). Сбор табачного листа в 2019 году составил 2,2 млн тонн.
Чай традиционно является одним из важнейших экспортных товаров Китая. Производство чайного листа в стране выросло с 683 тысяч тонн в 2000 году до 2,97 млн тонн в 2020 году. Экспорт чая в 2020 году принёс более 2 млрд долларов (1-е место в мире). Китай остаётся монополистом по шёлку, на КНР приходится 78 % его мирового производства (150 тысяч тонн в год).
Производство мяса в КНР в 2019 году составило 77,6 млн тонн (из них 42,6 млн тонн пришлось на свинину), молока — 33 млн тонн, яиц — также 33 млн тонн, морепродуктов — 64,8 млн тонн (примерно поровну морских и пресноводных). Китай занимает ведущее место в мире по вылову и разведению рыбы. Лов ведётся в основном в прилегающих водах Тихого океана. Аквакультура уже в начале 1990-х годов превысила по объёму производства вылов.

### Лесное хозяйство
Лесов в Китае сохранилось немного, попытки их восстановить искусственными насаждениями большого успеха не имели. Лесозаготовки ведутся в провинциях Хэйлунцзян, Цзилинь, Сычуань и Юньнань, а также в районе Гуанси. Значительные леса имеются в горах Циньлин, но они труднодоступных для разработки. Значительная часть используемой в Китае древесины импортируется из Сибири и Дальнего Востока России, что не осталось без последствий для их экологии и экономики.
По итогам 2022 года валовой объём производства лесной промышленности Китая достиг 8,04 трлн юаней (1,10 трлн долл. США); объём торговли лесной продукцией превысил 180 млрд долларов США. КНР занимает первое место в мире по импорту древесной целлюлозы, необработанной древесины и пиломатериалов, а также по экспорту мебели, слоистых плиточных материалов и напольных покрытий. Китай стал крупнейшей в мире страной по производству, торговле и потреблению лесной продукции.
Китайские леса общей площадью 230,93 млн га предоставляют обильные продовольственные и лекарственные ресурсы. В частности, около 46,67 млн га орехово-плодовых лесов обеспечивают сухофруктами, орехами, древесными маслами, из сырья изготавливают напитки и приправы. Ежегодный объём производства этих продуктов превышает 200 млн тонн, в стоимостном выражении — более 2,2 трлн юаней (301,78 млрд долл. США). Площадь лесов, где развиваются растениеводство, животноводство и сбор дикоросов, составляет примерно 40 млн га, ежегодный объём производства превышает 1 трлн юаней (137,17 млрд долл. США).
По состоянию на 2023 год в Китае насчитывалось 677 ведущих лесопромышленных предприятий, 75 демонстрационных парков лесной промышленности национального уровня, 649 демонстрационных баз подлесного хозяйства и 96 национальных санаториев в лесной местности. Число занятых в лесной промышленности КНР составляло 60 млн человек.

### Хлопководство
По итогам 2022 года объём производства хлопка составил 5,98 млн тонн, увеличившись на 4,3 % в годовом исчислении; урожайность хлопка с одного гектара выросла на 5,3 % до 1992,2 кг; общая площадь хлопковых полей страны сократилась на 0,9 % против показателя 2021 года и составила около 3 млн га. На долю Синьцзяна пришлось 90,2 % от общего объёма производства хлопка в стране.

### Картофелеводство
Китай много лет лидирует в мире по производству картофеля, на его долю приходится четверть от общего мирового валового сбора этой культуры. По состоянию на 2023 год общая площадь посадки картофеля в Китае составляла около 4,6 млн га, годовой объём производства — почти 90 млн тонн.

### Цветоводство
Китай является крупнейшим в мире производителем свежих гвоздик и лилий, а также занимает второе место по производству роз и хризантем. Общая площадь, отведенная под выращивание цветов, составляет около 1,5 млн га, в отрасли занято более 5 млн человек.

## Минеральные ресурсы
Из минеральных ресурсов наибольшее значение имеют уголь, нефть и газ, редкоземельные элементы, вольфрам. На Китай приходится более половины мировой добычи сырья для производства цемента, в первую очередь известняка.

### Уголь
Уголь — основной источник энергии в Китае, на него приходится 70 % в энергобалансе страны. В связи с этим Китай был мало подвержен мировым колебаниям цен на энергоресурсы, осуществляя стратегию самообеспечения. В 2013 году объём добычи составил 3,97 млрд тонн, вдвое больше, чем в США (второго по величине производителя угля). C этого года добыча расти перестала.

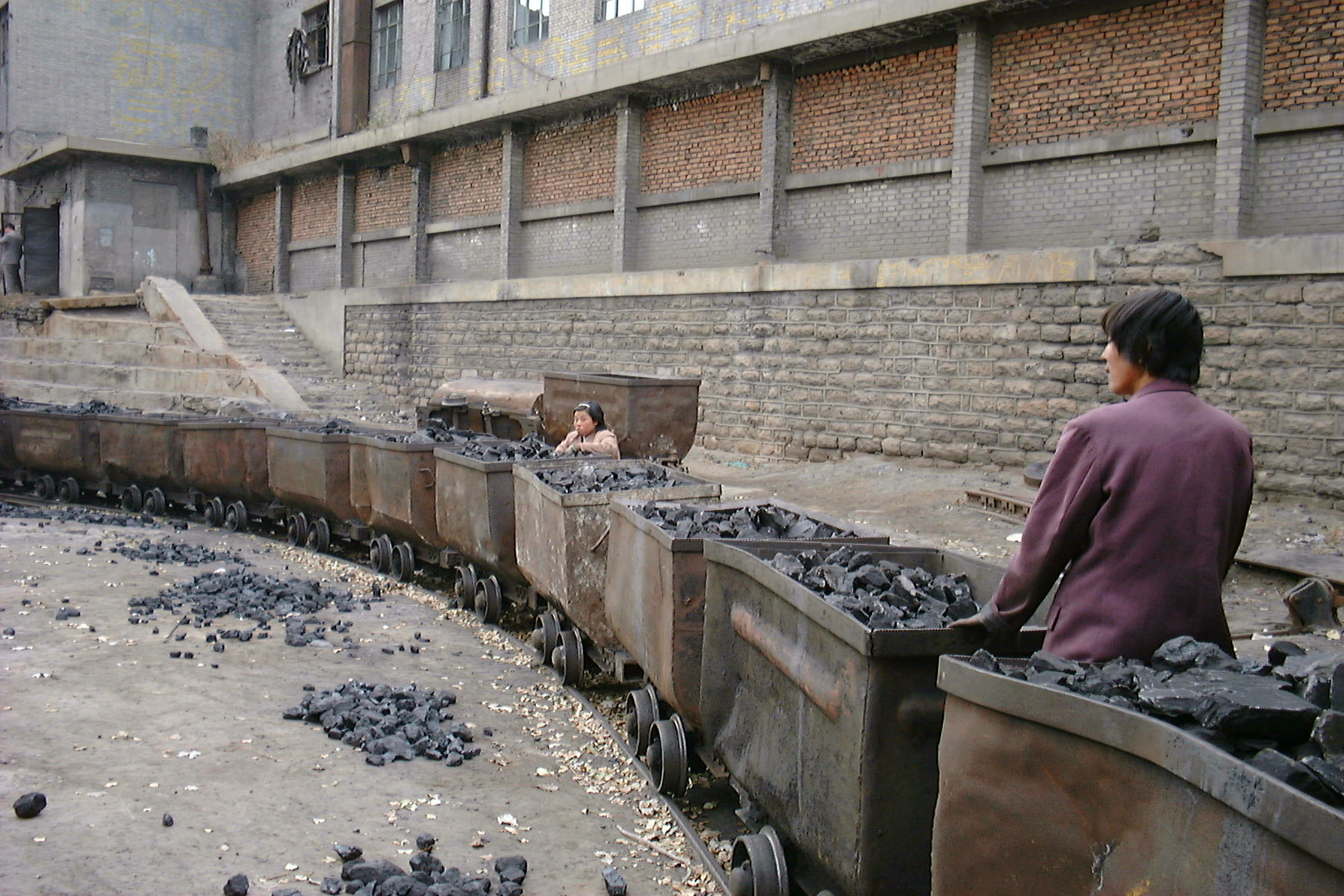
На шахте: выборка кусков угля из пустой породы (1999 г.)

В 2003 году экспорт угля достиг максимума и его объёмы стали падать. Происходило наращивание импорта, в основном из Австралии и Индонезии.
Добыча ведётся на территории 27 регионов, эксплуатируется 10,7 тыс. шахт и разрезов, из них 90 % приходится на объекты малой мощности. Главным угледобывающим регионом является провинция Шаньси, где расположены крупнейшие государственные угольные шахты. На провинции Шаньси и Шэньси, а также западную часть автономного района Внутренняя Монголия, приходится свыше 45 % добычи угля в Китае. Крупнейшим угольным месторождением страны является Шэньфу-Дуншен, расположенное на границе Внутренней Монголии и провинции Шэньси.
Угольная промышленность Китая фрагментирована: на три крупнейшие государственные компании приходится лишь 15 % национальной добычи угля. Shenhua Coal, крупнейшая угольная компания мира, в 2015 году добыла 7,5 % всего угля в Китае. В отрасли действуют тысячи мелких компаний, принадлежащих городским и сельским администрациям, на которые приходится около 40 % добычи угля в стране. Проводится политика, направленная на консолидацию отрасли и закрытие мелких неэффективных предприятий.
Запасы угля оцениваются в 167 млрд тонн, он добывается во всех провинциях, но главными центрами являются провинции Шаньси (до 50 % всех запасов), Хэйлунцзян, Ляонин, Цзилинь, Хэбэй, Шаньдун и Внутренняя Монголия.

### Нефть и газ
Крупнейшим месторождением нефти в Китае является Дацин на северо-востоке страны. Крупные месторождения имеются на северо-западе (Таримский нефтегазоносный бассейн, Карамай), а также в провинциях Сычуань, Шаньдун и Хэнань. Сланцевая нефть имеется в провинциях Ляонин и Фушунь. Морская нефтедобыча ведётся в Бохайском заливе и других прилегающих акваториях. Несмотря на довольно высокий уровень добычи нефти, КНР является одним из крупнейших её импортёров. Около половины разведанных запасов природного газа находится в провинции Сычуань, также он имеется во Внутренней Монголии, Цайдаме, провинциях Шэньси, Хэбэй, Чжэцзян и Цзянсу, близ Шанхая, а также на шельфе к юго-западу от острова Хайнань. Китай является крупным импортёром сжиженного газа, поставки СПГ в КНР начались в 2006 году (из Австралии). С 2012 года главным поставщиком СПГ стал Катар. С декабря 2019 года работает газопровод из России — Сила Сибири.
Доказанные запасы нефти в Китае на 2018 год составили 25,63 млрд баррелей (12-е место в мире). По добыче нефти Китай занимает седьмое место в мире (3,77 млн баррелей в сутки), по импорту занимает второе место (6,71 млн баррелей в сутки). Также занимает второе место как по производству, так и по потреблению нефтепродуктов (около 12 млн баррелей в сутки). В 2019 и 2020 году США значительно сократили импорт нефти, в то время как Китай продолжал его увеличивать, выйдя таким образом на первое место.
По доказанным запасам природного газа КНР занимает 9-е место в мире (5,44 трлн м³), по уровню добычи — 6-е место (146 млрд м³). Третье место в мире Китай занимает как по потреблению (238,6 млрд м³), так и по импорту газа (97,6 млрд м³).
По итогам 2021 года потребление природного газа в Китае составило 8,9 % от общего потребления первичной энергии, что на 0,5 % больше, чем в 2020 году. На промышленный газ пришлось 40 % от общего потребления природного газа, на городской газ — 32 %, на газ для производства электроэнергии — 18 %, на газ для производства химических удобрений — 10 %. Общая протяженность магистральных газопроводов достигла 116 тыс. км. Новые доказанные геологические запасы природного газа составили 1628,4 миллиарда м³. Среди них запасы обычного газа (включая плотный газ) достигли 805,1 млрд м³., запасы сланцевого газа — 745,4 млрд м³. и запасы метана угольных пластов — 77,9 млрд м³. В 2021 году добыча природного газа в стране составила 207,6 млрд м³., увеличившись на 7,8 % по сравнению с 2020 годом.

### Руды металлов
Запасы железной руды довольно значительны, но преимущественно с низким содержанием железа. Запасы бокситов (руды алюминия) и медной руды ограничены, незначительны запасы никеля, хрома и кобальта.
На КНР приходится около 90 % мировой добычи редкоземельных элементов, их запасы оцениваются в 760 тысяч тонн. Добыча сосредоточена в провинции Цзянси и во Внутренней Монголии (Баян-Обо). На Китай приходится около половины мировых запасов вольфрама, он уверенно занимает первое место по его добыче (69 тысяч тонн в 2020 году, на втором месте Вьетнам, 4,3 тысячи тонн). Также лидирует по производству таких металлов и минералов, как барит, ванадий, висмут, волластонит, галлий, германий, графит, индий, кадмий, кремний, магний, молибден, мышьяк, олово, ртуть, свинец, селен, сера, сурьма, теллур, флюорит.
Радиоактивные элементы (уран и плутоний) в Китае представлены слабо, по запасам обогащённого урана и плутония (оружейного и гражданского) КНР на 2020 год занимала пятое место в мире.

## Энергетика
Первичное производство энергии в КНР выросло с 627,7 млн tce в 1978 году до 3,97 млрд tce в 2019 году (tce — эквивалент тонны угля как условного топлива, 1 tce = 29,307 ГДж). При этом доля угля в этом производстве осталась почти неизменной — около 70 %, доля нефти сократилась с 23,7 % до 6,9 %, природного газа — выросла с 2,9 % до 5,7 %. Две трети энергии потребляет промышленность, 13 % — домохозяйства.
Производство электроэнергии в 2018 году составило 7,17 трлн кВт⋅ч (в 2020 году — 7,5 трлн кВт⋅ч), из них 5,1 трлн кВт⋅ч на тепловых электростанциях, 1,23 трлн кВт⋅ч — на гидроэлектростанциях, 366 млрд кВт⋅ч на ветряных электростанциях и 294 млрд кВт⋅ч — на атомных. Крупнейшими потребителями электроэнергии являлись промышленность (4,91 трлн кВт⋅ч) и домохозяйства (1 трлн кВт⋅ч). Потери при передаче электроэнергии составили 335 млрд кВт⋅ч (т.е больше, чем было произведено на АЭС). Планируется наращивание производства электроэнергии на АЭС (на 2020 год строилось 17 реакторов) и дальнейшее развитие солнечной и ветряной энергетики.
Установленная мощность электростанций КНР на 2019 год в сумме составляла 2,01 млрд кВт, из них тепловых — 1,19 млрд кВт, гидроэлектростанций — 358 млн кВт, ветряных — 209 млн кВт, солнечных — 204 млн кВт, атомных — 48,7 млн кВт. К концу марта 2022 года общая установленная мощность электростанций в стране достигла 2,4 млрд кВт, увеличившись на 7,8 % в годовом исчислении (из них мощность ветряных электростанций — 340 млн кВт, солнечных — 320 млн кВт).
В сфере генерации электроэнергии лидируют компании China Energy Investment Corporation, State Power Investment Corporation, Shandong Energy Group, China Huaneng Group, China Huadian Corporation и Shanxi Coking Coal Group; в секторе атомной энергетики доминируют две компании — China National Nuclear Corporation и China General Nuclear Power Group. Крупнейшими электросетевыми компаниями Китая являются State Grid Corporation of China (80 % сетей) и China Southern Power Grid (20 %).

### Гидроэнергетика
Реки Китая, особенно на юго-западе страны, обладают большим энергетическим потенциалом, на Янцзы находятся две крупнейшие в мире ГЭС — Три ущелья и Байхэтань, ещё две входят в первую десятку (Удундэ и Силоду).

### Альтернативная энергетика
По состоянию на конец мая 2022 года установленная мощность возобновляемых источников энергии в Китае достигла 1,1 млрд кВт, увеличившись на 15,1 % в годовом исчислении. Объём электроэнергии, выработанной за счёт возобновляемых источников энергии, составил около 31,5 % от общего объёма электропотребления в стране.
Согласно Государственному статистическому управлению КНР, в 2021 году установленная мощность производства электроэнергии из неископаемых энергоресурсов в стране достигла 1,12 млрд кВт, что составило 47 % от общей установленной мощности страны.

## Промышленность
После провозглашения КНР в 1949 году в стране в течение короткого времени была проведена индустриализация, что дало возможности для быстрого роста промышленности. Тем не менее, ещё около тридцати лет темпы экономического роста в Китае были достаточно медленными. Лишь начиная с 1979 года Китай взял курс на переход от закрытого общества к открытому в расчёте на приток иностранных инвестиций в страну для модернизации и развития промышленного производства. Географическая близость Гонконга была основным преимуществом для иностранных компаний, которые начали размещать в Китае трудоёмкие сборочные производства, ориентированные на экспорт.

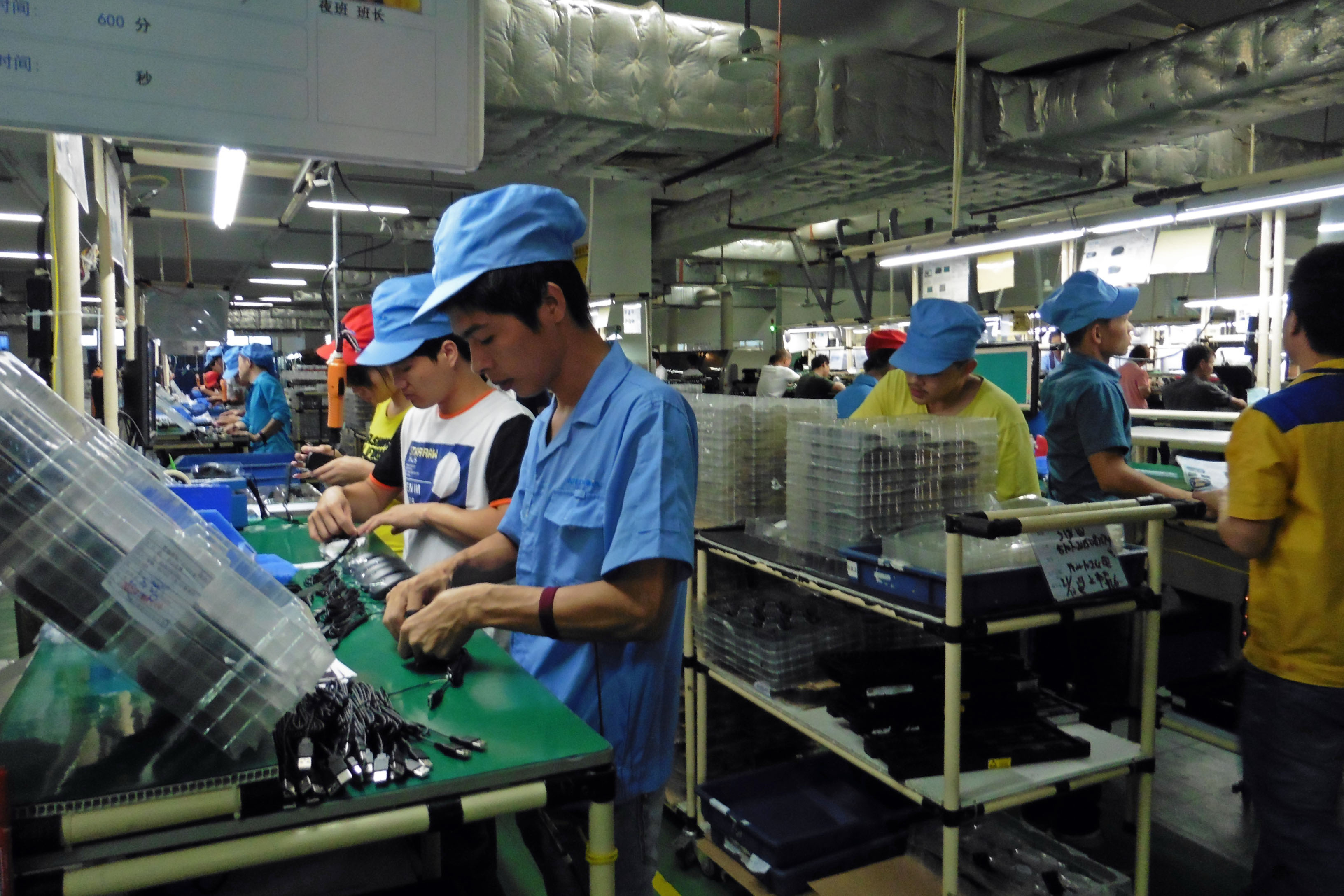
Рабочие на предприятии по сборке компьютеров в городе Чжухай

На 2019 год в КНР было 378 тысяч предприятий, из них 354 тысячи были заняты в промышленном производстве, 14 тысяч — в энергетике и коммунальном хозяйстве, 10 тысяч — в горнодобывающей отрасли. Активы предприятий в сумме составили 120,6 трлн юаней, из них 56,9 трлн пришлось на крупные предприятия. В сумме на предприятиях КНР работало 79,3 млн человек. За 20 лет (с 1998 года) число предприятий выросло в 2,3 раза, их активы — в 12 раз, выручка — в 17 раз.
По форме собственности — в стране 20 тысяч госпредприятий (за 20 лет их число сократилось втрое), их активы в сумме составляют 47 трлн юаней, в основном они — в сферах энергетики, коммунального хозяйства и химической промышленности. Частных предприятий — 244 тысячи с активами 28 трлн юаней (в 1998 году 11 тысяч с активами 1,4 трлн юаней), наибольшее их число — в отраслях переработки минерального сырья, машиностроении, лёгкой промышленности. Предприятий с иностранными инвестициями (включая из Гонконга, Макао и Тайваня) — 44 тысячи, их активы составляли 23 трлн юаней (за 20 лет выросли в 10 раз); в основном они вовлечены в производство вычислительной техники и машиностроении, наибольшее их число — в провинциях Гуандун (12 тысяч), Цзянсу (9 тысяч), Чжэцзян (4 тысячи) и в Шанхае (3 тысячи).
Общая выручка предприятий за 2019 год составила 106,7 трлн юаней, по отраслям она была распределена так: производство вычислительной техники (11,2 трлн), автопромышленность (8 трлн), тяжёлое машиностроение (7 трлн), переработка железной руды (7 трлн), энергетика (6,8 трлн), производство химикалий (6,6 трлн), производство электрооборудования (6,5 трлн), переработка неметаллического минерального сырья (5,6 трлн), переработка цветных металлов (5,4 трлн), нефтепереработка (4,9 трлн), переработка сельхоз продукции (4,7 трлн), производство металлопродукции (3,7 трлн), производство синтетических волокон и резины (2,6 трлн), текстильная промышленность (2,5 трлн), фармацевтика (2,4 трлн), добыча угля (2,2 трлн), производство пищевых продуктов (2 трлн), производство напитков (1,5 трлн), производство железнодорожного и авиатранспорта (1,5 трлн), производство бумаги (1,3 трлн), производство изделий из кожи и меха (1,2 трлн), табачная промышленность (1,1 трлн).
По размеру выручки предприятий ведущими провинциями являются Гуандун (14,7 трлн юаней), Цзянсу (11,8 трлн), Шаньдун (8,3 трлн), Чжэцзян (7,6 трлн), Фуцзянь (5,8 трлн), Хэнань (5 трлн), Хубэй (4,5 трлн), Сычуань (4,4 трлн), Хэбэй (4,1 трлн), Хунань (3,8 трлн), Аньхой (3,7 трлн), Цзянси (3,5 трлн), Ляонин (3,2 трлн), Шаньси (2,1 трлн), а также города центрального подчинения Шанхай (4 трлн), Пекин (2,3 трлн), Чунцин (2,1 трлн) и Тяньцзинь (1,9 трлн).
В период с 2012 по 2021 год добавленная стоимость в промышленности Китая возрастала ежегодно в среднем на 6,3 %. Добавленная стоимость в промышленности Китая выросла с 20,9 трлн юаней (около 3,1 трлн долл. США) в 2012 году до 37,3 трлн юаней в 2021 году. В 2021 году на Китай пришлось примерно 30 % добавленной стоимости, созданной в мировом секторе обрабатывающей промышленности, в то время как в 2012 году этот показатель составлял 22,5 %. Добавленная стоимость в секторе обрабатывающей промышленности Китая увеличилась с 16,98 трлн юаней (около 2,5 трлн долл. США) в 2012 году до 31,4 трлн юаней в 2021 году.

### Лёгкая промышленность
Лёгкой промышленности КНР первой из отраслей удалось достичь успеха с началом политики реформ и открытости. Уже в 1994 году Китай вышел на первое место в мире по экспорту одежды. Объём экспорта текстильной продукции в 2020 году составил 154,9 млрд долларов (доля в мировом экспорте — 43,5 %). Предприятия отрасли в основном расположены в восточной части КНР, традиционно важным центром является Шанхай, но есть тенденция к переносу мощностей во внутренние регионы страны, где дешевле рабочая сила; другими векторами развития являются модернизация производства и развитие собственных брендов.

#### Пищевая промышленность
Пищевая промышленность КНР занимается обработкой сельскохозяйственной продукции, производством полуфабрикатов, готовых продуктов питания и напитков. Пищевая промышленность является важной составляющей обрабатывающей промышленности и играет ключевую роль в обеспечении продовольственной безопасности страны. Власти Китая строго контролируют ценовую политику в области социально значимых продуктов питания (главным образом хлеба, риса, растительного масла, свинины) и нередко проводят товарные интервенции из государственных резервов.

### Электронная промышленность
Китай с 2005 года лидирует по производству и экспорту электроники. Кроме того, КНР занимает первое место в мире по производству дисплеев (в 2021 году объём производства составил около 586,8 млрд юаней, в 2022 году превысил 360 млрд юаней).
Крупнейшим производителем микроэлектроники является компания SMIC.
Производством конечной продукции занимаются такие компании, как Китайская группа электронных технологий, BOE Technology Group, Huawei, Lenovo, Meizu, Xiaomi, ZTE, Allwinner, Aigo, Changhong, Codegen, Coolpad, Dahua Technology, Hisense, Transsion Holdings, BBK Electronics, Sunny Optical Technology, TCL Corporation, Vivo.

### Сектор бытовой техники
По итогам 2022 года совокупная выручка отрасли бытовой техники Китая достигла 1,75 трлн юаней, увеличившись на 1,1 % в годовом выражении; общая прибыль составила 141,8 млрд юаней, что на 19,9 % больше по сравнению с показателем годичной давности. Производство кондиционеров выросло на 1,8 % в годовом выражении до 222,473 млн единиц, объём выпуска стиральных машин увеличился на 4,6 % до 91,063 млн единиц. Также выросли продажи посудомоечных, сушильных и поломоечных машин. Экспорт китайских бытовых электроприборов в 2022 году сократился на 6,9 % до 97,25 млрд долл. США.

### Машиностроение
По итогам 2021 года совокупный объём внешней торговли машиностроительной промышленности Китая составил 1,04 трлн долл. США, при этом экспорт составил 676,5 млрд долл..
Крупнейшими центрами машиностроения являются Шанхай, Харбин, Пекин, Шэньян, Тяньцзинь, Далянь, Чунцин, Нанкин, Гуаньчжоу, Циндао, Чжэнчжоу, Сиань, Чэнду и др.
В 2022 году операционные доходы машиностроительной отрасли составили 28,9 трлн юаней (4,24 трлн долларов США), что на 9,6 % больше по сравнению с предыдущим годом.
Автомобильная промышленность КНР
Автомобильная промышленность КНР с 2009 года является крупнейшей в мире, в год производится более 25 млн автомобилей, из них 20 млн — легковые. Крупнейшими автопроизводителями являются компании SAIC Motor, First Automotive Works, Dongfeng, Changan. Большая часть автомобилей продаётся на внутреннем рынке. Импорт автомобилей в Китай, составляющий около 1 млн штук в год, постепенно снижается. На КНР приходится 30 % продаж автомобилей в мире. Экспорт автомобилей из КНР, также близкий к 1 млн штук в год, имеет тенденцию к росту; наибольшая доля зарубежных продаж у Chery Automobile, имеющей 10 зарубежных заводов.
Судостроение
В судостроении Китай делит первое место с Республикой Корея, по общему тоннажу заказанных судов КНР лидировала в 2018 году, следующие три года первенство было у Кореи, но по заказам на 2022 год китайские судостроители вновь вышли вперёд, оформив 50 % от мирового показателя (22,8 млн тонн от 45,7 млн тонн); основным типом судов являются контейнеровозы. Крупнейшей судостроительной компанией не только в КНР, но и в мире является Китайская государственная судостроительная корпорация, главными центрами судостроения являются города Далянь, Нанкин, Шанхай.
Авиационная промышленность
Большинство предприятий в сфере авиастроения собрано в Китайскую корпорацию авиационной промышленности; в неё входит около 200 компаний, в ней работает более 400 тысяч человек. Другими крупными компаниями в этой сфере являются Aero Engine Corporation of China (производство авиационных двигателей), Comac (авиакосмическая техника), EHang (беспилотники), Qingdao Haili Helicopters (вертолёты).
Мотоциклетная промышленность
Чунцин является крупнейшим центром по производству мотоциклов и скутеров, а Тяньцзинь — крупнейшим центром по производству электрических велосипедов. В сфере производства мотоциклов, скутеров, трициклов, квадроциклов, снегоходов и велосипедов с двигателем лидируют компании Yadea, Aima, Haojue, Loncin, Zongshen, Lifan и Jialing.

### Металлургия
Китай является крупнейшим производителем и потребителем алюминия — из 65,32 млн тонн, произведённых в мире за 2020 год, 37,3 млн тонн пришлось на КНР, потребление в Китае составило 38,35 млн тонн. Из 10 крупнейших производителей этого металла 5 базируются в КНР; крупнейшими компаниями являются China Hongqiao Group, Aluminum Corporation of China, Shandong Xinfa Aluminum, State Power Investment Corporation, East Hope Aluminum и Shandong Nanshan Aluminium; основным центром производства алюминия является провинция Шаньдун. При этом на Китай приходится менее 2 % мировых запасов бокситов и, по оценкам, к 2030 году они могут быть исчерпаны. Китай является крупным импортёром бокситов, а также вторичного алюминия, и экспортёром чистого алюминия, сплавов и готовой алюминиевой продукции.
Столь же значительно доминирование КНР в сталелитейной отрасли, из 1,864 млн тонн стали, произведённой в мире за 2021 год, 1,053 млн тонн пришлось на Китай (на втором месте — Индия с 99,6 млн тонн). Из 10 крупнейших сталелитейных компаний 7 китайских: China Baowu Steel Group, Hesteel Group, Jiangsu Shagang, Ansteel Group, Jianlong Steel, Shougang Group, Shandong Iron and Steel Group.
По производству меди КНР в 2020 году была на третьем месте в мире, произведя 1,7 млн тонн (около 10 % мирового производства).
В отношении драгоценных металлов Китай находится на первом месте по производству золота с долей 11 % (368,3 тонны), на третьем по серебру (3570 тонн, 2021 год) и на шестом по платине (2,5 тонн, 2018 год).
По итогам 2021 года производство 10 основных видов цветных металлов выросло на 5,4 % в годовом исчислении до 64,54 млн тонн. Объём внешней торговли цветными металлами составил 261,62 млрд долл. США, что на 67,8 % больше по сравнению с 2020 годом. В частности, импорт вырос на 71 % до 215,18 млрд долл. США, а экспорт — на 54,6 % до 46,45 млрд долл. США.
В области цветной металлургии по итогам 2022 года лидировали компании China Minmetals / China Metallurgical Group (940 млрд юаней), Jiangxi Copper (479,9 млрд юаней), Jinchuan Group (более 300 млрд юаней), Zijin Mining Group (270,3 млрд юаней), China Molybdenum (199,7 млрд юаней), Yunnan Copper (134,9 млрд юаней), Tongling Nonferrous Metals (121,8 млрд юаней), Jintian Copper (101 млрд юаней), Baiyin Nonferrous Group (87,8 млрд юаней), Zhejiang Hailiang (74 млрд юаней), Huayou Cobalt (63 млрд юаней), Zhongjin Lingnan Nonfemet (55,4 млрд юаней), Yunnan Tin (52 млрд юаней), Shandong Gold Mining (50,3 млрд юаней), Ganfeng Lithium (41,8 млрд юаней) и Tianqi Lithium (40,4 млрд юаней).

### Нефтепереработка
В 2023 году годовая мощность Китая по переработке нефти выросла до 936 млн тонн, что позволило стране занять первое место в мире по этому показателю. По итогам 2023 года потребление нефти в Китае составило около 756 млн тонн, а переработка сырой нефти — 738 млн тонн; потребление нефтепродуктов составило 399 млн тонн, увеличившись на 9,5 % в годовом исчислении.

### Фармацевтическая промышленность
По итогам 2021 года совокупный операционный доход предприятий фармацевтической промышленности Китая вырос на 18,7 % в годовом исчислении до 3,37 трлн юаней (502 млрд долл. США); общая прибыль вышеупомянутых предприятий составила 708,75 млрд юаней, что на 67,3 % больше, чем в 2020 году. Добавленная стоимость фармацевтической промышленности Китая выросла на 23,1 % в годовом выражении, в результате чего её доля в общем объёме промышленного производства Китая составила 4,1 %.
По итогам 2021 года крупнейшими китайскими фармацевтическими компаниями являлись China National Pharmaceutical Group (включая дочернюю Sinopharm Group), Shanghai Pharmaceuticals, China Resources Pharmaceutical Group, Yangtze River Pharmaceutical Group, Fosun Pharma, Yunnan Baiyao Group, Huadong Medicine, CSPC Pharmaceutical Group, Jiangsu Hengrui Medicine, Sino Biopharmaceutical и Chongqing Zhifei Biological Products.

### Военно-промышленный комплекс
Оборонная промышленность Китая на 2021 год имела 7 компаний в сотне крупнейших производителей оружия (хотя все они попали в первую двадцатку); в сумме их военная продукция оценивалась в 100 млрд долларов, для всех этих компаний на такую продукцию приходится 20—40 % выручки. Для сравнения — США представлены в этом списке 51 компанией.

### Мебельная промышленность
Китай является крупнейшим в мире производителем и экспортером мебели. По итогам 2021 года из страны была экспортирована мебель на общую сумму около 75,14 млрд долларов США.

### Велосипедная промышленность
В 2024 году Китай произвёл 99,54 млн велосипедов (+ 0,4 % в годовом исчислении); экспорт составил 47,81 млн единиц (+ 20,7 % в годовом исчислении) на общую сумму 2,66 млрд долл. США (+ 3,7 % в годовом исчислении); экспорт электровелосипедов составил 4,67 млн единиц (+ 12 % в годовом исчислении) на общую сумму 2,1 млрд долл. США (+ 6 % в годовом исчислении).

## Строительство
По состоянию на 2019 год в Китае было зарегистрировано более 100 тысяч строительных компаний, в которых работало 54 млн строителей; их выручка за 2019 год в сумме составила 24,8 трлн юаней (в 1980 году — 28 млрд юаней).
По состоянию на конец 2021 года в Китае насчитывалось 2,26 млн строительных предприятий; строительные фирмы предоставляли 81,8 млн рабочих мест, уступив по этому показателю только сектору обрабатывающей промышленности; общая стоимость продукции строительных предприятий Китая составляла 29,3 трлн юаней (4,22 трлн долл. США), что в 2,14 раза больше, чем в 2012 году.
На 1985 год площадь сданной за год недвижимости составляла 170 млн м², к 2013 году этот показатель вырос до 4 млрд м², на котором стабилизировался.
За 2019 год было сдано 4,02 млрд м², ещё 14 млрд м² находилось на стадии строительства. Наиболее активно строительство идёт в провинциях Цзянсу (778 млн м²), Чжэцзян (435 м²), Хубэй (339 млн м²), Гуандун (222 млн м²), Шаньдун (219 млн м²), Хунань (210 млн м²), Хэнань (207 млн м²), Сычуань (203 млн м²), а также в городах центрального подчинения Чунцин (136 млн м²), Пекин (109 млн м²), Шанхай (92 млн м²).
Самая дорогая недвижимость (на 2020) — в Шэньчжэне (56,8 тыс. юаней за м²), далее следуют Пекин (37,7 тыс.), Шанхай (33,8 тыс.), Ханчжоу (27 тыс.), Гуанчжоу (25,1 тысяч), Нанкин (24,7 тыс.), Сямэнь (24,5 тыс.), Фучжоу (18,8 тысяч), Хайнань (17,4 тысяч), Нинбо (16,4 тыс.), Тяньцзинь (16,2 тыс.), Хайкоу (15,8 тыс.), Уси (15,7 тысяч), в большинстве других городов она менее 10 тысяч юаней.
Производство идущего в основном на собственное строительство цемента в Китае превышает США в 80 раз, на 2021 год его было произведено 2,5 млрд тонн (из 4,4 млрд тонн во всем мире).
Китай обогнал США и стал мировым лидером по числу построенных и строящихся небоскрёбов. Также страна входит в число мировых лидеров по масштабам строительства тоннелей и мостов.
Строительный сектор Китая, инвестиции в который некогда обеспечили экономике страны бурный рост, в последние годы переживает не лучшие времена. В 2021, пережив последствия пандемии, КНР столкнулась с крахом крупнейшего застройщика в стране — компании Evergrande, за ней банкротились более мелкие игроки на рынке, также на грани банкротства оказался ещё один гигант — холдинг Country Garden. Из-за нехватки ликвидности застройщики распродают квартиры ещё до окончания строительства, а на полученные средства продолжают создавать новые проекты, замораживая реализацию предыдущих. В результате на 2023 г. в стране тысячи недостоенных домов и миллионы пустующих квадратных метров, выплаты ипотеки по которым китайцы бойкотируют из-за недоверия к строительным компаниям.

## Транспорт
В КНР работает 56 авиакомпаний, их парк в сумме насчитывает 2890 самолётов. За 2018 год ими было перевезено 436 млн пассажиров и 611 млн Мтонн-км грузов. В стране 510 аэродромов, из них 87 имеют взлётной посадочную полосу более 3 км. Помимо этого имеется 39 гелипортов.
Китай занимает второе место в мире по протяжённости железных дорог — 146 тысяч км, из них 106 тысяч км электрифицированы, 38 тысяч — скоростные (по данным на 2020 год). Единственным оператором железнодорожных перевозок является госкомпания «Китайские железные дороги». Строительством железных дорог занимаются две компании, China Railway Engineering Corporation и China Railway Construction Corporation. Также второе место в мире страна занимает по протяжённости автодорог (около 5,2 млн км); в строительстве транспортной инфраструктуры лидирует госкомпания China Communications Construction. По судоходным водным путям Китай — мировой лидер (128 тысяч км). Общая протяжённость нефте- и газопроводов составляет 134 тысячи км.
На 2020 год в КНР было 273 млн транспортных средств, из них 238 млн легковых автомобилей (в 2005 году — 32 млн и 16 млн соответственно). Основная часть перевозок грузов осуществляется автотранспортом (72,4 %), значительно реже используется водный транспорт (16,1 % перевозок) и железные дороги (9,6 %).

### Водный
Из десяти крупнейших контейнерных портов семь находятся в КНР, крупнейшие порты по контейнерному грузообороту: Шанхай (43,3 млн TEU), Нинбо (27,5 млн), Шэньчжэнь (25,8 млн), Гуанчжоу (23,2 млн), Циндао (21 млн), Тяньцзинь (17,3 млн), Далянь (8,8 млн). Под китайским флагом ходит 6197 торговых судов (3-е место по размеру торгового флота), в том числе 968 танкеров. Терминалы по приёму сжиженного газа: Фуцзянь, Гуандун, Цзянсу, Шаньдун, Шанхай, Таншань и Чжэцзян.
В 2022 году грузооборот портов Китая составил почти 15,7 млрд тонн, а контейнерооборот — 296 млн TEU (по обоим показателям Китай уже много лет занимает первое место в мире); около 95 % внешней торговли КНР осуществляется морским транспортом. По состоянию на 2023 год Китай стал крупнейшим судовладельцем в мире: валовой тоннаж флота, принадлежащего китайским судовладельцам, составил 249,2 млн брутто-тонн.

## Телекоммуникации
КНР является безоговорочным лидером по телекоммуникациям, в стране 1,75 млрд абонентов мобильной связи (1,26 на каждого жителя), пользователями фиксированной связи являются 191 млн абонентов. В стране наибольшее количество пользователей Интернета (752 млн, 54,3 % населения), причём наиболее распространённым является подключение через сети мобильной связи.
Оборот отрасли информационных технологий в 2020 году составил 8,16 трлн юаней (за 10 лет вырос в 6 раз), в том числе на продажу программного обеспечения пришлось 2,1 трлн юаней, информационные услуги — 5,26 трлн юаней, кибер-безопасность — 129 млрд юаней. Экспорт программного обеспечения принёс 62 млрд долларов.

## Сфера услуг
По итогам 2022 года общий объём экспорта и импорта услуг страны составил 5,98 трлн юаней (884,29 млрд долл. США), увеличившись на 12,9 % в годовом исчислении. Экспорт услуг вырос на 12,1 % в годовом исчислении до 2,85 трлн юаней, а импорт составил 3,13 трлн юаней, увеличившись на 13,5 % в годовом выражении. Объём торговли наукоемкими услугами составил 2,51 трлн юаней, увеличившись на 7,8 % в годовом исчислении. Объём торговли в секторе туристических услуг вырос на 8,4 % в годовом исчислении, составив 855,98 млрд юаней.
По итогам 2022 года китайские предприятия заключили контракты об аутсорсинге услуг на общую сумму почти 2,44 трлн юаней (около 362 млрд долл. США), что на 14,2 % больше по сравнению с 2021 годом; стоимость выполненных контрактов составила 1,65 трлн юаней, увеличившись на 10,3 % в годовом исчислении; стоимость контрактов на аутсорсинг оффшорных услуг выросла на 16,7 % до 1,32 трлн юаней. В 2022 году на долю аутсорсинга офшорных услуг, осуществленного частными предприятиями страны, пришлось 31,8 % от общего объёма подобных услуг, а на долю компаний с иностранными инвестициями — 43,4 %.

### Туризм
Туризм туристической отрасли в Китае является высокоразвитой отраслью экономики и в последние десятилетия быстро развивается. По численности туристов, посещающих страну, Китай занимает 4-е место в мире.
В 2010 году Китай посетило 55,6 млн зарубежных туристов; в 2011 году — 57,6 млн; в 2019 году — 32 млн. Поступления валюты от туризма в КНР в 2010 году составило 45,8 млрд долл. (4-е место в мире), в 2019 году — 131 млн долл.
Число внутренних туристических поездок составило (2019) 1,61 млрд, с выручкой в 777,1 млрд юаней.
Наибольший доход от туризма имеют города Шанхай (8,2 млрд долларов) и Пекин (5,2 млрд долларов), провинции Гуандун (20,5 млрд долларов), Цзянсу (4,7 млрд долларов), Гуанси (3,5 млрд долларов), Шаньдун, Аньхой и Фуцзянь (по 3,4 млрд долларов).
- Гостиничный бизнес КНР

### Торговля
На 2020 год в КНР было 276 тысяч торговых предприятий, в них работало 12 млн человек, а их оборот составлял 86,4 трлн юаней, из них 73,3 трлн юаней пришлось на оптовую торговлю.
В розничной торговле КНР на 2020 год было занято 6,5 млн человек, в этом секторе работало 108 тысяч компаний (из них две трети частные), их продажи составили 13 трлн юаней. Из этой суммы на супермаркеты пришлось 1,02 трлн юаней, на другие универсальные магазины — 1,23 трлн юаней, на продажу новых автомобилей — 4,7 трлн юаней, на автозаправки — 1,71 трлн юаней, на аптеки — 468 млрд юаней, на бытовую технику — 422 млрд, мебель и товары для ремонта жилья — 246 млрд юаней, на средства связи — 136 млрд юаней, на компьютеры и комплектующие — 130 млрд юаней, книги, газеты и журналы — 126 млрд юаней. Объём торговли через Интернет составил 1,54 трлн юаней.

### Кинопрокат
По итогам 2024 года кассовые сборы в Китае составили более 42,5 млрд юаней (5,91 млрд долл. США); китайские фильмы принесли более 33,4 млрд юаней, составив 78,68 % от общего объёма кассовых сборов. Общее число киноэкранов достигло 90 968. Городские кинотеатры в 2024 году посетило более одного миллиарда человек.

## Внешняя торговля

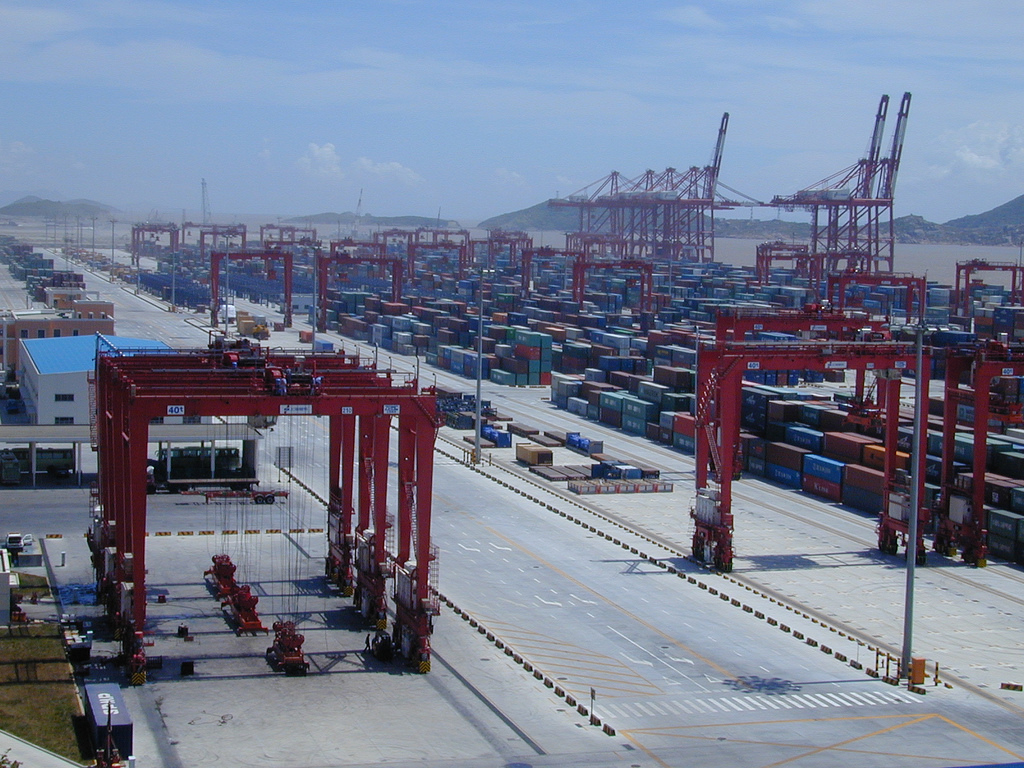
Порт Шанхая — крупнейший порт мира и экспортные ворота Китая

КНР является крупнейшим экспортёром мира, вывозя почти столько же товаров, сколько занимающие второе и третье место США и Германия вместе взятые: Китай — основной торговый партнер для 124 стран (США — только для 56). Около 10 % товаров экспортируются в Гонконг для последующего реэкспорта, формально Гонконг является вторым крупнейшим импортёром из КНР (после США).
По внешней торговле услугами позиции КНР слабее: в 2020 году их было экспортировано на 281 млрд долларов, а импортировано — на 381 млрд долларов, дефицит торгового баланса 100 млрд (по товарам баланс положительный, около 500 млрд долларов).
На 2019 год объём экспорта из КНР составил 2,5 трлн долларов, импорта — 2,08 трлн долларов. 

Крупнейшими статьями экспорта были:
электрооборудование (357 млрд),
аудио- и видеотехника (306 млрд),
офисная техника (200 млрд),
промышленное оборудование (185 млрд),
химикалии (пластмассы, органические и неорганические реактивы, удобрения, 162 млрд),
галантерея (152 млрд),
ткани и одежда (120 млрд),
наземные транспортные средства (79 млрд),
мебель (64 млрд),
измерительная аппаратура (55 млрд),
стальная продукция (55 млрд),
обувь (48 млрд),
строительные комплектующие (44 млрд),
нефть и нефтепродукты (41 млрд),
электрогенераторы (40 млрд),
чемоданы и сумки (27 млрд),
овощи и фрукты (25 млрд),
резиновые изделия (21 млрд),
картонно-бумажная продукция (21 млрд),
морепродукты (20 млрд),
фотоаппаратура, оптика и часы (18 млрд),
деревянные изделия (13 млрд).
Основные статьи импорта:
электрооборудование (427 млрд),
нефть и нефтепродукты (271 млрд), химикалии, в том числе пластмассы, органические и неорганические реактивы, удобрения (219 млрд),
руда и металлолом (177 млрд), промышленное оборудование (115 млрд), наземные транспортные средства (75 млрд),
измерительное оборудование (75 млрд),
аудио- и видео техника (65 млрд),
офисная техника (57 млрд),
природный газ (52 млрд),
цветные металлы (49 млрд),
растительные масла (38 млрд),
сталь (25 млрд),
электрогенераторы (25 млрд),
уголь (24 млрд),
древесина (21 млрд),
фотоаппаратура, оптика и часы (20 млрд),
макулатура (19 млрд),
мясо и мясопродукты (19 млрд),
морепродукты (16 млрд),
ткани и одежда (16 млрд),
овощи и фрукты (15 млрд),
резина (10 млрд).
Товары экспортируются в такие страны, как США (419 млрд), Япония (143 млрд), Республика Корея (111 млрд), Вьетнам (98 млрд), Германия (80 млрд), Индия (75 млрд), Нидерланды (74 млрд), Великобритания (62 млрд), Сингапур (55 млрд), Тайвань (55 млрд), Малайзия (52 млрд), Россия (50 млрд), Австралия (48 млрд), Индонезия (46 млрд), Таиланд (46 млрд), Мексика (46 млрд), Филиппины (41 млрд), Канада (37 млрд), Бразилия (36 млрд), Италия (34 млрд), ОАЭ (33 млрд), Франция (33 млрд), Испания (27 млрд), Польша (24 млрд), Саудовская Аравия (24 млрд), Бельгия (18 млрд), Бангладеш (17 млрд), Турция (17 млрд), Нигерия (17 млрд), ЮАР (17 млрд), Пакистан (16 млрд), Чили (15 млрд), Казахстан (13 млрд), Чехия (13 млрд), Египет (12 млрд), Мьянма (12 млрд), Иран (10 млрд).
Основными поставщиками импорта в КНР являются: Республика Корея (174 млрд), Тайвань (173 млрд), Япония (172 млрд), США (123 млрд), Австралия (121 млрд), Германия (105 млрд), Бразилия (80 млрд), Малайзия (72 млрд), Вьетнам (64 млрд), Россия (61 млрд), Саудовская Аравия (54 млрд), Таиланд (46 млрд), Сингапур (35 млрд), Индонезия (34 млрд), Франция (33 млрд), Канада (28 млрд), Швейцария (27 млрд), Чили (26 млрд), ЮАР (26 млрд), Великобритания (24 млрд), Ирак (24 млрд), Ангола (24 млрд), Италия (21 млрд), Оман (20 млрд), Филиппины (20 млрд), Индия (18 млрд), ОАЭ (15 млрд), Перу (15 млрд), Мексика (14 млрд), Иран (13 млрд), Кувейт (13 млрд), Ирландия (13 млрд), Новая Зеландия (13 млрд), Нидерланды (11 млрд).
В 2012 году общий объём импорта и экспорта Китая составлял 3,867 трлн долларов (в 2000 году объём внешней торговли КНР составил только 530 млрд долларов.). В том числе объём экспорта составлял 2,048 трлн долларов с ростом на 7,9 %, объём импорта — 1,818 трлн долларов с ростом на 4,3 %. Положительное сальдо во внешней торговле составляло 231,1 млрд долларов при росте на 48,1 % против предыдущего года.
В 2022 году объём внешней торговли Китая составил 6,3 трлн долл. США (Китай шестой год подряд оставался крупнейшей в мире страной по торговле товарами). Объём импорта составил 2,71 трлн долл. США. Вклад чистого экспорта товаров и услуг в ВВП страны достиг 17,1 %.

### с США
Оборот торговли товарами и услугами между США и КНР в 2020 году составил 615,2 млрд долларов. Китай является крупнейшим поставщиком товаров в США, в 2020 году их было ввезено на 434,7 млрд долларов, в том числе электрооборудование (111 млрд), машины (97 млрд), игрушки и спорттовары (26 млрд), мебель (23 млрд), текстиль и одежда (21 млрд). США ввезли в Китай товаров на 124,5 млрд долларов, прежде всего это электрооборудование (17 млрд), соевые бобы (15 млрд), машины (14 млрд), топливо (10 млрд), оптические и медицинские инструменты (9,5 млрд). С 2001 года экспорт товаров из КНР в США вырос в 4,3 раза, а импорт из США в Китай — в 6,5 раз.
В 2020 году экспорт услуг из США в Китай сократился на 32,7 % в годовом исчислении до 37,3 млрд долл. США. По итогам 2021 года общий объём экспорта товаров из США в Китай составил 149,2 млрд долл. США, увеличившись в годовом исчислении на 21,3 %. В тройку основных экспортируемых товаров вошли рапс и зерно (21,9 млрд долл. США), полупроводники и комплектующие (14,1 млрд долл. США), нефть и природный газ (12 млрд долл. США). Китай является третьим по величине экспортным рынком товаров США.

### с АСЕАН
Внешняя торговля со странами АСЕАН занимает второе место, после торговли с США. Китай является главным внешнеторговым партнёром всех стран АСЕАН. По итогам 2022 года товарооборот между Китаем и АСЕАН составил 6,52 трлн юаней (937 млрд долларов США), а между Китаем и странами вдоль реки Меконг (Камбоджа, Лаос, Мьянма, Таиланд и Вьетнам) достиг 416,7 млрд долл. США, увеличившись на 5 % в годовом исчислении.
В 2022 году объём торговли между Китаем и Камбоджей составил 16,02 млрд долл. США, увеличившись на 17,5 % в годовом исчислении. По состоянию на конец 2022 года китайские предприятия инвестировали в Камбоджу более 10 млрд долл. США.

### с Японией
Несмотря на напряжённые политические отношения между Китаем и Японией, экономическое взаимодействие между ними растёт. На 2020 год КНР стала крупнейшим торговым партнёром для Японии, потеснив США, в частности, на Китай пришлось 22,9 % японского экспорта. Китай поставляет в Японию телефоны и другие телекоммуникационное оборудование, компьютеры и офисную технику. Япония ввозит в Китай специализированное оборудование, автомобили и микросхемы. По сравнению с 1995 годом товарооборот между двумя странами вырос в 6 раз.

### с Республикой Корея
КНР является крупнейшим торговым партнёром для Южной Кореи как по импорту, так и по экспорту. В 2014 году между двумя странами было подписано соглашение о беспошлинной торговле. С 1995 года объём торговли вырос в 15 раз.

### с Тайванем
По итогам 2023 года товарооборот между континентальной частью Китая и Тайванем достиг 267,8 млрд долл. США.

### с Германией
В 2021 году двусторонний товарооборот между Германией и Китаем достиг 235,1 млрд долларов США. Объём импорта Германии из Китая вырос на 20,8 % по сравнению с 2020 годом, а объём экспорта в Китай возрос на 8,1 %. Китай шесть лет подряд остаётся важнейшим торговым партнёром Германии, опережая Нидерланды (2-е место) и США (3-е место). В рейтинге важнейших импортёров Германии Китай поднялся с 35-й позиции в 1980 году до 14-й позиции в 1990 году, став крупнейшим импортёром с 2015 года.
Китай является крупнейшим поставщиком в Германию магния, висмута, кобальта, лития, поликристалического кремния и редкоземельных металлов, которые используются для производства автомобильных аккумуляторов, ветряных турбин и фотоэлектрических систем. Значительная доля товарооборота между ФРГ и Китаем приходится на германские предприятия, имеющие заводы в КНР (к 2018 году прямые немецкие инвестиции в китайскую экономику суммарно составили около 86 млрд евро).

### с Австралией
По итогам 2021 года объём двусторонней торговли между Китаем и Австралией составил 231,2 млрд долларов США, увеличившись на 35,1 % в годовом исчислении. Импорт Китая из Австралии в 2021 году увеличился на 40,6 % по сравнению с 2020 годом и достиг 164,82 млрд долларов США.

### с Россией
В 2021 году объём внешней торговли между Китаем и Россией составил 146,887 млрд долл., увеличившись на 35,8 % по сравнению с 2020 годом. Объём экспорта китайских товаров в Россию вырос на 33,8 % в годовом исчислении и достиг 67,565 млрд долл. США, а объём импорта российских товаров в Китай вырос на 37,5 % в годовом исчислении и составил 79,322 млрд долл. США.
По итогам 2022 года товарооборот между Китаем и Россией увеличился на 29,3 % и составил 190,27 млрд долл. США. В частности, объём экспорта китайских товаров в Россию вырос на 12,8 % до 76,12 млрд долл. США, а объём импорта российских товаров в Китай составил около 114,15 млрд долл. США с приростом на 43,4 % в годовом исчислении.
По итогам 2023 года внешнеторговый оборот между Китаем и Россией достиг 240,11 млрд долл. США, увеличившись на 26,3 %. Объём импорта Китая из России составил 129,14 млрд долл. США, что на 12,7 % больше, чем в 2022 году, а экспорт КНР в Россию достиг 110,97 млрд долл. США, увеличившись на 46,9 % по сравнению с 2022 годом.
Бо́льшая часть российского экспорта в Китай приходится на сырьевые товары (сырая нефть, природный газ, уголь, древесина, медь, медная руда, зерно и соевые бобы).
Рост экономики Китая увеличил спрос на сырьё и топливо так, что стране уже не хватает собственных запасов. Соответственно, в закон о национальной безопасности (2015) включено положение о защите безопасности Китая в Арктике (богатой нефтью, газом и минеральными полезными ископаемыми). Планируется использование топлива из арктических районов, в том числе севера России и её континентального шельфа. Использование этих ресурсов имеет для Китая критическое значение, позволяя сохранять внутреннюю политическую стабильность. Также планируется использование Северного морского пути для ускорения перевозки товаров в Европу, участие КНР в развитии региона, включая добычу никеля и других минеральных полезных ископаемых на Кольском полуострове, лесозаготовки в северных районах России.

### с Центральной Азией
По итогам 2022 года товарооборот Китая и пяти стран Центральной Азии (Казахстан, Кыргызстан, Узбекистан, Туркменистан и Таджикистан) вырос на 40 % в годовом выражении и достиг 70,2 млрд долл.
Страны Центральной Азии поставляют в Китай природный газ, цветные металлы, удобрения, зерно, шерсть и хлопок;
Китай экспортирует в регион бытовые товары, электронику, автомобили, мебель и промышленное оборудование.

### с Латинской Америкой
За 2001—2013 гг. торговый оборот между Китаем и Латинской Америкой вырос с 14,9 млрд до 261,6 млрд долларов.

### с Африкой
Китай много лет подряд является крупнейшим внешнеторговым партнёром Африки и четвёртым по величине источником инвестиций. В 2017 году объём торговли между Китаем и Африкой достиг 170 млрд долларов США, увеличившись в годовом исчислении на 14 %, что составило около четверти товарооборота Африки с миром. В первом полугодии 2018 года данный показатель составил 98,8 млрд долларов с ростом на 16 %. В 2022 году объём двусторонней торговли между КНР и африканскими странами достиг 282 млрд долларов США.

### с Ираном
В 2022 году объём товарооборота между Китаем и Ираном составил 15,8 млрд долларов США, увеличившись на 7 % в годовом исчислении (Китай оставался крупнейшим торговым партнером Ирана на протяжении 10 лет подряд).

## Инвестиции

### В экономику КНР
При высокой доле иностранных инвестиций почти 80 % всех иностранных инвесторов в экономику КНР — это этнические китайцы (хуацяо), проживающие за рубежом.
Объём прямых иностранных инвестиций в экономику КНР в 2020 году составил 144,4 млрд долларов (на 2001 год только 40,7 млрд долларов).
Ежегодно в КНР регистрируется несколько десятков тысяч компаний с иностранными инвестициями (в 2020 году — 38 570). На 2020 год их было 635 тысяч с общим объёмом зарубежных инвестиций 13,6 трлн долларов.
Основным источником зарубежных инвестиций является Гонконг (105,8 млрд долларов в 2020 году), далее следуют Сингапур (7,7 млрд долларов), Британские Виргинские острова (5,2 млрд долларов), Республика Корея (3,6 млрд долларов), Япония (3,4 млрд долларов), офшоры Каймановы острова (2,8 млрд долларов), Нидерланды (2,6 млрд долларов), США (2,3 млрд долларов), Макао (2,2 млрд долларов), Германия (1,4 млрд долларов), Тайвань (1 млрд долларов), Великобритания (1 млрд долларов), Самоа (0,8 млрд), Швейцария (0,7 млрд долларов), Франция (0,5 млрд долларов), Маврикий (0,4 млрд долларов), Сейшельские острова (0,3 млрд). Китай и Россия являются мировыми лидерами по так называемым «возвратным инвестициям» или квази-инвестициям, средствам, вложенным гражданами в экономику своей страны через компании, зарегистрированные в офшорных зонах, что позволяет получать налоговые льготы и упрощает оформление импортно-экспортных операций; в КНР доля таких инвестиций оценивается в 27 % (в России — 23 %).
С 1994 года действуют ограничения на иностранные инвестиции для ряда ключевых секторов — атомной энергетики, редкоземельных материалов, телекоммуникационных и новостный компаний, а также для сектора образования (иностранные компании, как правило, должны создавать совместные предприятия с местными фирмами, которые, в свою очередь, имеют контрольный пакет акций); с 1 января 2022 года подобные ограничения на долю участия иностранных граждан в китайских автомобильных компаниях снимаются. Основными отраслями, в которые направляются зарубежные инвестиции, являются промышленное производство (31 млрд долларов), лизинг и другие услуги для бизнеса (26,6 млрд долларов), недвижимость (20,3 млрд долларов), научно-исследовательская деятельность (17,9 млрд долларов), информационные технологии (16,4 млрд долларов), оптовая торговля (11,7 млрд долларов). Более четверти предприятий с иностранными инвестициями находятся в провинции Гуандун, много их в Шанхае и Пекине, провинциях Цзянсу, Чжэцзян, Шаньдун и Фуцзянь.
По итогам 2022 года объём фактически использованных прямых иностранных инвестиций в континентальной части Китая вырос на 6,3 % в годовом исчислении и составил более 1,23 трлн юаней; в долларовом выражении этот показатель вырос на 8 % в годовом исчислении и составил 189,13 млрд долл. США.
В 2023 году рост прямых инвестиционных обязательств Китая — индикатора прямых иностранных инвестиций (ПИИ) замедлился на 81,7 % по сравнению с предыдущим годом и составил минимальные с 1998 года 33 млрд долларов.

### В экономику других стран
В 2002 году вывоз прямых инвестиций КНР составил 2,7 млрд долларов, в 2012 году — 87,8 млрд, в 2014 году — 116 млрд, в 2020 году — 153,7 млрд долл. 

Доля КНР за 2002—2014 гг. в общемировом объёме прямых инвестиций возросла с 0,6 до 8,6 %.
На конец 2020 года общая сумма китайских инвестиций в другие страны составила 2,58 трлн долларов, в том числе в Гонконг (1,44 трлн долларов), Каймановы острова (457 млрд долларов), Британские Виргинские острова (156 млрд долларов), США (80 млрд долларов), Сингапур (60 млрд долларов), Австралию (34 млрд долларов), Великобританию (18 млрд долларов), Индонезию (18 млрд долларов), Германию (15 млрд долларов), Россию (12 млрд долларов), Канаду (12 млрд долларов), Макао (11 млрд долларов), ЮАР (5 млрд долларов), Францию (5 млрд долларов), Бразилию (3 млрд долларов), Новую Зеландию (3 млрд долларов), Нигерию (2 млрд долларов), Алжир (2 млрд долларов).
В рамках международного экономического сотрудничества Китай заключил за 2020 год около 10 тысяч контрактов общей стоимостью 255 млрд долларов, в частности в таких странах, как ОАЭ (8,2 млрд долларов), Гонконг (7,9 млрд долларов), Пакистан (7,3 млрд долларов), Индонезия (7,1 млрд долларов), Малайзия (6,9 млрд долларов), Саудовская Аравия (6,2 млрд долларов), Бангладеш (5,5 млрд долларов), Алжир (4,7 млрд долларов), Россия (4,3 млрд долларов), Австралия (3,9 млрд долларов), Лаос (3,8 млрд долларов), Камбоджа (3,5 млрд долларов), Нигерия (3,5 млрд долларов), Ирак (3,3 млрд долларов), Египет (3 млрд долларов), Кения (3 млрд долларов), Эфиопия (2,9 млрд долларов), Вьетнам (2,9 млрд долларов), Филиппины (2,8 млрд долларов), Таиланд (2,6 млрд долларов), Сингапур (2,4 млрд долларов), Кувейт (2 млрд долларов), Замбия (2 млрд долларов), ДРК (2 млрд долларов), Мьянма (1,9 млрд долларов), Индия (1,8 млрд долларов), Гвинея (1,8 млрд долларов), Бразилия (1,6 млрд долларов), Казахстан (1,5 млрд долларов), Израиль (1,5 млрд долларов), Сербия (1,5 млрд долларов), Ангола (1,5 млрд долларов), Танзания (1,5 млрд долларов), Франция (1,5 млрд долларов), Макао (1,3 млрд долларов), Шри-Ланка (1,3 млрд долларов), Мексика (1,3 млрд долларов), США (1,2 млрд долларов), Уганда (1,2 млрд долларов), Гана (1,1 млрд долларов), Аргентина (1,1 млрд долларов), Белоруссия (1 млрд долларов).
в Африке
Инвестиции Китая в страны Африки приблизились к триллиону долларов. Пекин осуществляет и финансирует десятки самых разных проектов во всей Африке, в том числе строительные и энергетические, транспортные (одним из наиболее крупных является строительство железной дороги East Africa Railway Masterplan на востоке Африки, которая соединит несколько восточноафриканских стран).
Нормативные документы
В 2006 году принят первый в истории КНР документ с изложением норм и принципов внешнего инвестирования страны. Постановление Госсовета КНР позволило китайским компаниям привлекать банковские кредиты в национальной и иностранной валюте для финансирования зарубежных инвестиционных проектов. Выдача разрешения на привлечение заёмных средств, а также сфера применения кредитов строго регламентировались. Поддерживались, прежде всего, проекты, связанные с разработкой природных ресурсов за рубежом, с увеличением экспорта оборудования, технологий и товаров, произведённых в КНР, с созданием за рубежом новых производственных мощностей (предприятий, цехов), с приобретением зарубежных активов и участием в акционерном капитале иностранных компаний.
В 2007 году принято положение, разрешавшее китайским компаниям, инвестирующим за рубежом, оставлять у себя всю заработанную валюту (до этого всем предприятиям предписывалось продавать государству не менее 20 % средств, заработанных в иностранной валюте). Предприятия получили возможность самостоятельно решать вопросы об использовании заработанного капитала.
В мае 2009 года вступили в силу «Правила о контроле за инвестиционной деятельностью за рубежом». Согласно «Правилам…», министерство коммерции КНР оставляло за собой право утверждать проекты в случаях: если инвестиции осуществляются в странах, не имеющих с Китаем дипломатических отношений (таковых около 30 государств, в основном в Африке, Океании и Центральной Америке), инвестиции осуществляются в странах или на территориях, находящихся в специальном списке, который устанавливается министерством коммерции и МИД КНР (в настоящее время в нём числятся Афганистан, Ирак и Тайвань), объём инвестиций превышает 100 млн долл., осуществление инвестиций предприятием затрагивает интересы нескольких государств (территорий), проекты связаны с финансовой сферой деятельности. Управления коммерции провинциального уровня утверждают инвестиционные проекты, если: сумма инвестиций китайской стороны составляет 10—100 млн долл., предприятие осуществляет инвестиции в сферах энергетики или добычи полезных ископаемых, осуществление инвестиций требует поиска партнёров на территории КНР. Для инвестиционных проектов в размере до 10 млн долларов заявления подаются на утверждение в министерство коммерции КНР или в управления коммерции провинциального уровня; по истечении трёх рабочих дней выдаётся свидетельство инвестора, срок действия которого составляет два года).
В 2013 году принято постановление III Пленума ЦК КПК XVIII созыва (23—25 ноября 2013) «О некоторых важных вопросах всестороннего углубления реформ» определило пять приоритетных направлений стратегии «Выход за рубеж».

## Проблемы

### Коррупция
Одной из проблем китайской экономики является коррупция, причём в рейтинге восприятия коррупции Transparency International Китай постепенно опускается вниз, к более коррумпированным странам.
Многие чиновники-коррупционеры вывозят свои средства и родственников за границу, таких людей называют «голыми чиновниками».

### Загрязнение окружающей среды
Быстрый рост экономики за счёт максимального удешевления используемых западных технологий (в том числе путём отказа от дорогих очистных сооружений) привёл к серьёзным проблемам с экологией в Китае. Правительство очень обеспокоено этой проблемой и ужесточает наказания за экологические преступления вплоть до смертной казни.
По оценкам, до 20 % пахотной земли Китая загрязнено. Это явилось одной из причин заключения контракта с Россией на поставку газа, так как дальнейшее наращивание потребления угля показалось слишком опасным. Тем не менее, проблемы с экологией в Китае продолжаются. Китай является крупнейшим производителем парниковых газов (хотя в пересчёте на душу населения намного уступает США).

## Доходы населения

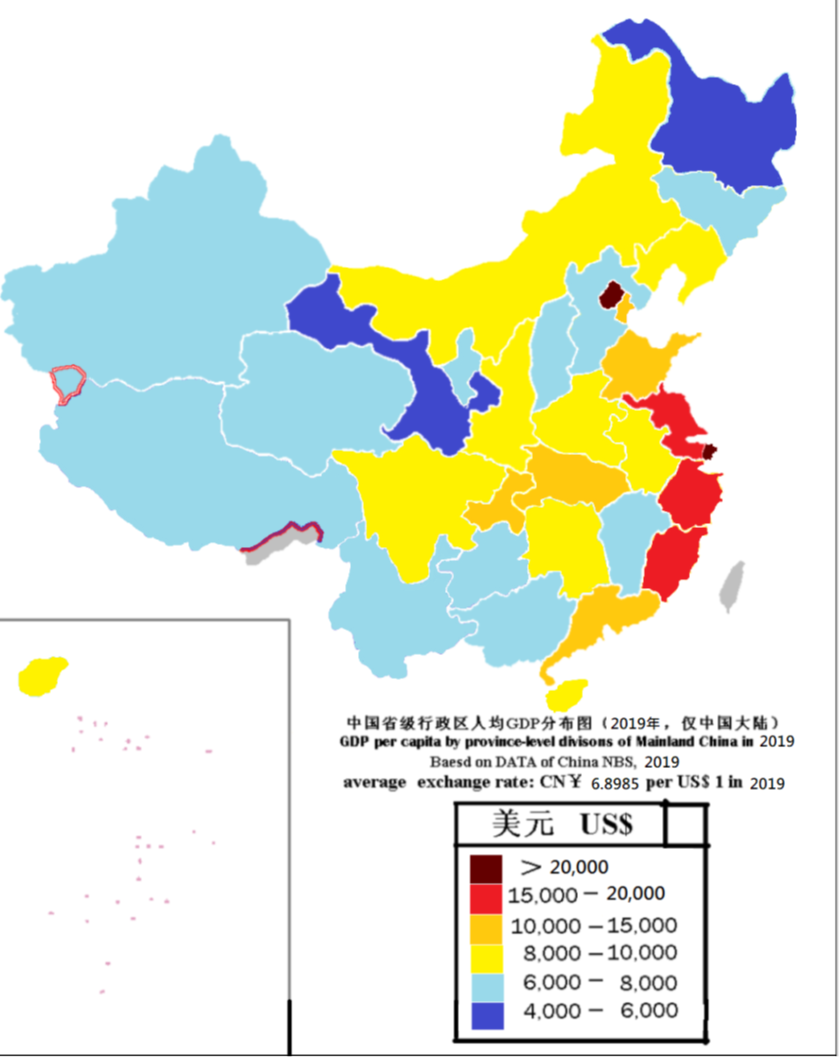
Распределение ВВП на душу населения по провинциям на 2019 год (в долларах США)

При жизни Мао Цзэдуна, сторонника Сталина, в стране царила жестокая нищета. Экономика КНР стала быстро расти в 1980-е годы практически без рецессий.
В Китае нет единой минимальной заработной платы, она устанавливается каждой провинцией отдельно. Варьируется от 1220 юаней (191,35 $) и 12,5 юаней (1,96 $) в час в Хунане до 2590 юаней (406,23 $) и 23 юаня (3,61 $) в час в Шанхае. В городе Шанхае установлена самая высокая месячная минимальная заработная плата в КНР 2590 юаней (406,23 $), а в Пекине — самая высокая почасовая минимальная заработная плата в КНР 25,3 юаня в час (3,97 $ в час). По состоянию на 2022 год минимальная месячная заработная плата в Шанхае, Гуандуне, Пекине, Чжэцзяне, Цзянсу, Тяньцзине, Шаньдуне, Фуцзяне, Хубэй и Хэнане превысила 2000 юаней (313,78 $).
В Китае с 1 января 2019 года зарплата менее 5000 юаней (722,69 $) в месяц не облагается подоходным налогом.
Минимальный размер оплаты труда на Тайване с 1 января 2019 года составляет 23 100 NT$ в месяц и 150 NT$ в час, или около 736,14 $ (659,18 евро) в месяц и 4,78 $ (4,28 евро) в час.
С 1 мая 2019 года минимальная заработная плата в Гонконге для работников, не являющихся иностранной домашней прислугой, составляет 37,50 HK$ в час (4,78 $ в час).
Минимальный и средний размер оплаты труда в Китайской республике и Гонконге значительно выше, чем в КНР.
По официальным данным, по состоянию на 2019 год число людей, живущих в КНР, ниже национальной черты бедности, составляет около 16,6 миллиона человек, около 1,7 % населения страны. Правительство КНР поставило цель полностью искоренить бедность к 2020 году.
По данным Министерства статистики КНР, из своих доходов среднее домохозяйство в городе 29,2 % тратит на еду (включая спиртные напитки и табачные изделия), 25,8 % — на жильё, 12,9 % — на транспорт и связь, 9,6 % — на образование, культуру и рекреацию, 8 % — на медицину, 6,1 % — одежда и обувь, 6,1 % — товары для дома; в сельской местности выше расходы на еду, транспорт и связь и на медицину, ниже на жильё, одежду и обувь, товары для дома.

### Средний класс
Согласно отчёту «Global Wealth Report 2015» швейцарского банка Credit Suisse, в 2015 году Китай занял 1-е место в мире среди стран по абсолютному числу представителей среднего класса, обогнав США: 109 млн в Китае против 92 млн в США. Критерием принадлежности к среднему классу в 2015 году являлись свободные располагаемые финансовые средства (годовой доход) на 1 взрослого человека от 10 тыс. до 100 тыс. долларов (различается в разных странах). Согласно этому отчёту, принадлежность к среднему классу определялась годовым доходом (указан в долларах США) на 1 взрослого человека: в Швейцарии — 72 900, в США — 50 000, в Китае — 28 000, в России — 18 000. С начала XXI века средний класс Китая значительно вырос. По определению Всемирного банка, под средним классом понимается население, ежедневные расходы которого составляет от 10 до 50 долларов США. По состоянию на 2017 год почти 40 % населения Китая считалось средним классом.

## Прогнозы экономистов
В связи с растущим демографическим кризисом в Китае, как во многих других развивающихся странах, особенно в посткоммунистических странах (Россия, Украина, Белоруссия и т. д.), при быстром старении общества и низкой рождаемости, экономика Китая может столкнуться с широко обсуждаемой в китайских государственных СМИ проблемой: Китай стареет быстрее, чем богатеет, что может привести к замедлению роста уровня жизни в Китае и темпов сближения его по зарплатам с другими развитыми и богатыми экономиками Азии (Японией, Республикой Корея, Китайской Республикой, Сингапуром и Гонконгом), и в худшем случае — к экономическому застою, подобному японскому (наблюдаемому в Японии уже почти три десятилетия). При этом следует учесть тот факт, что Япония является экономически развитой, богатой страной, с высокими зарплатами, а Китай лишь развивающаяся страна.